# ギュータースロー
ギュータースロー (ドイツ語: Gütersloh, ドイツ語発音: [ˈgyːtɐsloː] ( 音声ファイル)) は、ドイツ連邦共和国ノルトライン＝ヴェストファーレン州デトモルト行政管区（オストヴェストファーレン＝リッペ）のギュータースロー郡に属す中規模都市で、同郡の郡庁所在地である。人口は約 96,000人で、大きな郡所属市に位置づけられる。約 20 km 離れたビーレフェルトおよびヘルフォルト地区とともにドイツの人口集中地域の一つである。

## 地理

### 位置
ギュータースローはトイトブルクの森の南西、ヴェストファーレン盆地北東端のエムスザントエーベネ（エムス川流域の砂地の平地）に位置している。"Handbuch der naturräumlichen Gliederung Deutschlands"（「ドイツの自然地区構成ハンドブック」）によれば、ギュータースロー砂地の自然地区上の基本構成は、エムスザントエーベネ内のミュンスター東部砂地に含まれる。
市域には特記すべき隆起は見られない。最低地点はギュータースロー空港近くのエムス川沿いの低地で海抜 64 m、最高地点はフリードリヒスドルフ市区の東にある海抜 105 m の地点である。
レーダ＝ヴィーデンブリュックとの市境にはレーダの森が、主に針葉樹からなる大きな森林地区を形成している。さらに多くの部分が公園風の様相である。
ダルケ川が市内を東から西に向かって流れている。市立公園や内市街を横切り、市境から遠くない地点でエムス川に合流する。この合流以前、パーヴェンシュテット市区の「ノイエ・ミューレ」付近でヴァーペルバッハ川がダルケ川に流れ込む。中核市区の北に位置するイッセルホルスト地区をルッター川が流れ、ハルゼヴィンケル付近でやはりエムス川に合流する。

### 地質学

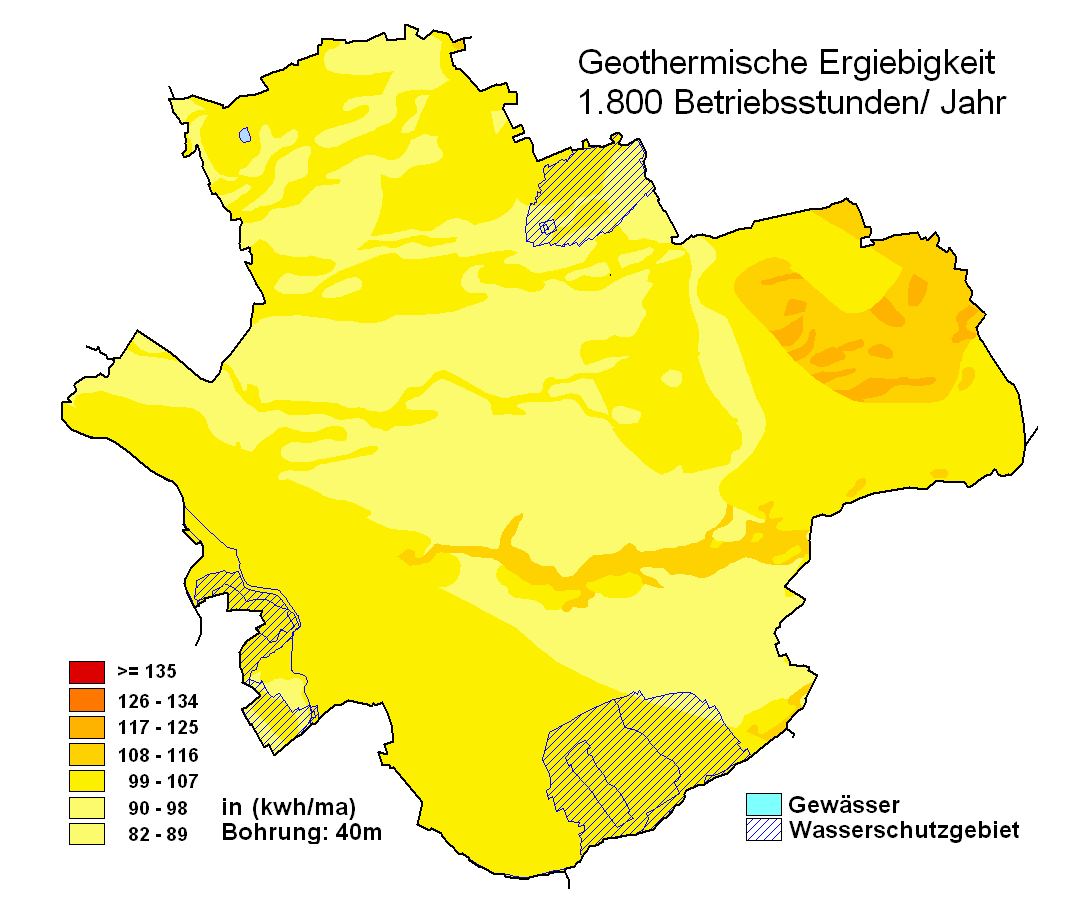
ギュータースローの地熱分布図

市内は、酸性で栄養分に乏しいポドゾルの土壌が主である。この土壌は第四紀に、氷期の融け出した水と水流の沈殿物で形成された堆積物によって形成された。所々を川砂の堆積物が覆い、ポドゾル＝レゴソル土壌をなしている。こうした土壌は、たとえばレーダの森などで見ることができる。市域は総じて、痩せた砂地（細粒から中粒）の土壌である。
ギュータースローの市域は、地熱ゾンデによる地熱源やヒートポンプによる地熱採取については、「中程度」から「良好」、北東部では「極めて良好」な状態にある（右図参照）。

### 市域の広がりと土地利用
ギュータースロー市の面積は 111.99 km2 である。南北の最大幅は約 13.5 km、東西のそれは約 15 km である。
土地利用は、牧草地および草地 (32 %)、耕作地 (32 %)、住宅地 (28 %) がそれぞれ約1/3ずつを占める。残りの 8 % はおおむね森林である。1975年から2005年までに約 8 km2 が開拓され、主に農業用地として利用されている。
| 土地用途別面積 | 農業用地 | 森林  | 宅地、空き地 産業用地 | 交通用地 | 水域  | スポーツ用地 および緑地 | その他 |
| -------------- | -------- | ----- | --------------------- | -------- | ----- | ----------------------- | ------ |
| 面積 (km2)     | 57.47    | 8.73  | 29.38                 | 11.28    | 1.11  | 3.36                    | 0.69   |
| 占有率         | 51.3 %   | 7.8 % | 26.2 %                | 10.1 %   | 1.0 % | 3.0 %                   | 0.6 %  |

### 市の構成
行政上の「ギュータースロー」市区の他に、1969年までは独立した町村だったアーヴェンヴェッデ、エッベスロー、フリードリヒスドルフ、ホレン、イッセルホルスト、ニーホルスト、シュペクサルトの7町村がノルトライン＝ヴェストファーレン州の市町村再編に伴って合併し、ギュータースロー市を形成している。
| 地区（集落） | 地区（集落）             | 地区（集落）   | 人口（人） | 人口 (%) | 面積 (km2) | 面積 (%) | 人口密度 (/km2) | フェルル市の地区（集落）図 |
| ------------ | ------------------------ | -------------- | ---------- | -------- | ---------- | -------- | --------------- | -------------------------- |
|              | アーヴェンヴェッデ       | Avenwedde      | 17,410     | 18.1     | 21.65      | 19.3     | 804             |                            |
|              | エッベスロー             | Ebbesloh       | 94         | 0.1      | 3.47       | 3.1      | 27              |                            |
|              | フリードリヒスドルフ     | Friedrichsdorf | 1,417      | 1.5      | 0.94       | 0.8      | 1,507           |                            |
|              | ギュータースロー         | Gütersloh      | 62,640     | 65.0     | 50.70      | 45.3     | 1,236           |                            |
|              | ホレン                   | Gütersloh      | 302        | 0.3      | 4.03       | 3.6      | 75              |                            |
|              | イッセルホルスト         | Isselhorst     | 4,807      | 5.0      | 6.86       | 6.1      | 701             |                            |
|              | ニーホルスト             | Niehorst       | 805        | 0.8      | 9.14       | 8.2      | 88              |                            |
|              | シュペクサルト           | Speared        | 8,845      | 9.2      | 14.95      | 13.3     | 592             |                            |
|              | ギュータースロー（全体） | Gütersloh      | 96,320     | 100.0    | 112.00     | 100.0    | 860             |                            |

さらに、1910年に合併しギュータースロー市区に含まれている5つの旧農村、ブランケンハーゲン、カッテンストロート、ノルトホルン、パーヴェンシュテット、ズンデルンも、たとえば射撃協会、郷土協会、市民団などギュータースロー住民の意識の中に現存している。空港の敷地の一部は特別で、住民意識はこれを隣のパーヴェンシュテットに属していると考えている。しかし、市はこれらを「地元の呼称上の市区」とみなしている。

### 隣接する市町村
ギュータースローは 7市町村と境を接している。北はシュタインハーゲン、北東はビーレフェルト、東はフェルル、南東はリートベルク、南西はレーダ＝ヴィーデンブリュック、西はヘルツェブロック＝クラールホルツ、北西はハルゼヴィンケルである。郡独立市のビーレフェルトを除き、いずれの市町村もギュータースロー郡に属している。

### 気候
ギュータースローは穏和な中央ヨーロッパ気候に属している。この街は亜大西洋性の海洋性気候地域に位置している。冬は大西洋の影響でおおむね穏和であり、夏はかなり暑い。1961年から1990年までのギュータースローにおける年間平均気温の長期平均値は 9.2 ℃であった。これはドイツ全体の平均値 (8.4 ℃) に比べ暖かい。最も温暖な月は 7月で、その平均気温は 17.2 ℃であった。一方、最も寒冷な月は 1月で、平均気温は 1.3 ℃であった。
亜大西洋性海洋気候であることから年間を通して湿潤で、比較的平均した降水がある。空港の測候所における年間降水量の長期平均値は 762 mm であった。より市内に近い浄水場では 734 mm であった。これはドイツ全土の平均値 (700 mm) よりも多い降水量であった。ただし、年間 1,200 mm の降水を記録する場所もあるトイトブルクの森の南西斜面に比べれば、かなり降水量は少ない。
| ギュータースローの気候   | ギュータースローの気候 | ギュータースローの気候 | ギュータースローの気候 | ギュータースローの気候 | ギュータースローの気候 | ギュータースローの気候 | ギュータースローの気候 | ギュータースローの気候 | ギュータースローの気候 | ギュータースローの気候 | ギュータースローの気候 | ギュータースローの気候 | ギュータースローの気候 |
| 月                       | 1月                    | 2月                    | 3月                    | 4月                    | 5月                    | 6月                    | 7月                    | 8月                    | 9月                    | 10月                   | 11月                   | 12月                   | 年                     |
| ------------------------ | ---------------------- | ---------------------- | ---------------------- | ---------------------- | ---------------------- | ---------------------- | ---------------------- | ---------------------- | ---------------------- | ---------------------- | ---------------------- | ---------------------- | ---------------------- |
| 日平均気温 °C （°F）     | 1.3 (34.3)             | 2.0 (35.6)             | 4.7 (40.5)             | 8.4 (47.1)             | 12.9 (55.2)            | 15.9 (60.6)            | 17.2 (63)              | 16.9 (62.4)            | 13.7 (56.7)            | 9.9 (49.8)             | 5.3 (41.5)             | 2.5 (36.5)             | 9.2 (48.6)             |
| 降水量 mm （inch）       | 64.7 (2.547)           | 47.8 (1.882)           | 59.7 (2.35)            | 54.9 (2.161)           | 64.2 (2.528)           | 78.6 (3.094)           | 71.7 (2.823)           | 67.3 (2.65)            | 62.5 (2.461)           | 51.7 (2.035)           | 64.4 (2.535)           | 74.2 (2.921)           | 761.7 (29.988)         |
| 出典：ドイツ気象庁 (DWD) |                        |                        |                        |                        |                        |                        |                        |                        |                        |                        |                        |                        |                        |

## 歴史

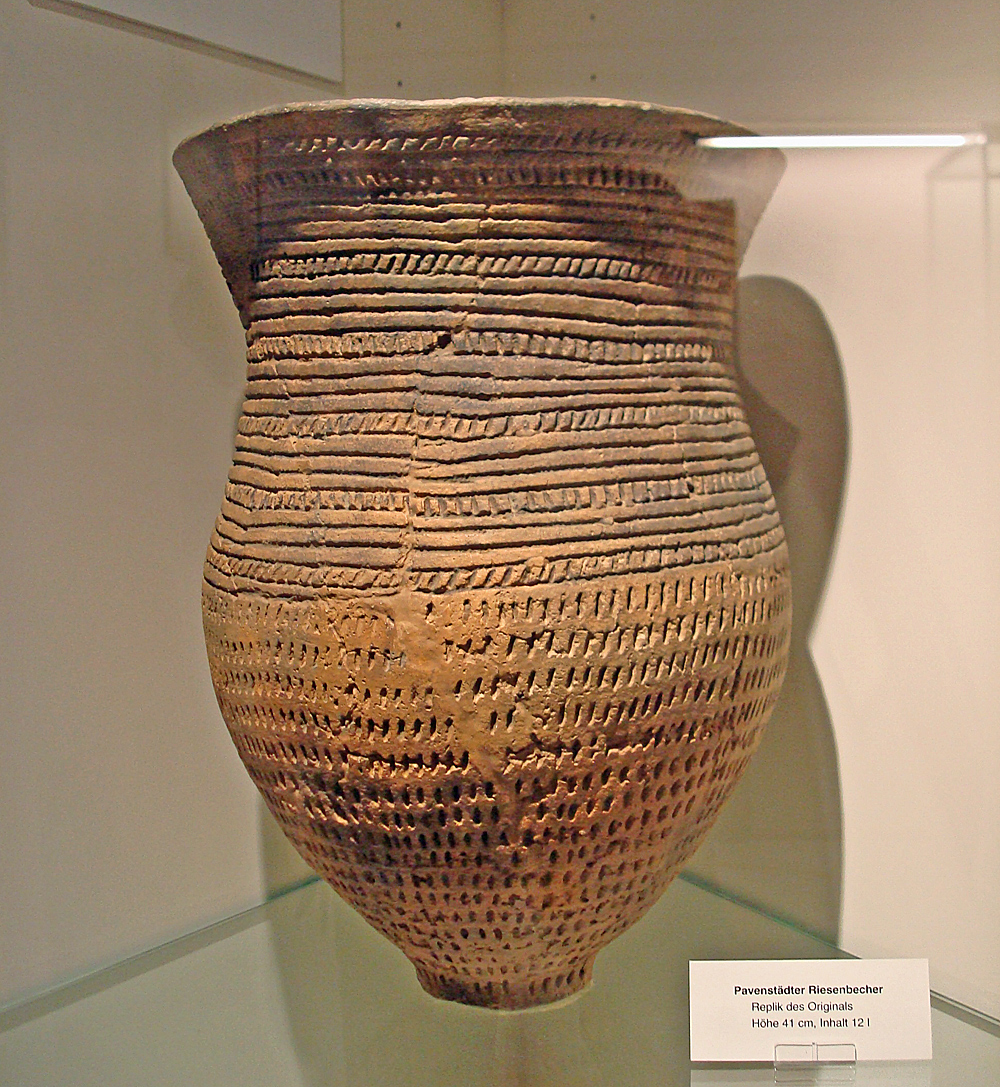
パーヴェンシュテットの大杯

ギュータースローにヒトが定住していた最も古い証拠の一つが、紀元前17世紀とされる「パーヴェンシュテッター・リーベンベッヒャー」（パーヴェンシュテットの大杯）である。この黄色く、目の粗い、脆い粘土で作られた杯は、高さ 40 cm で、約 12 リットルの容量がある。この大杯は1951年にパーヴェンシュテットのダルケ川とヴァーペル川の合流地点付近で発掘され、現在はヘルネの LWL考古学博物館に収蔵されている。
ギュータースロー集落は1184年にオスナブリュック司教の文書に初めて記録されている。現在本市に含まれる集落・市区の一部はこれよりもかなり早く文献に記録されている: 1050年にイッセルホルスト、1088年にシュペクサルト、パーヴェンシュテット、ノルトホルン、1151年にエッベスローである。
現在のギュータースローの市域は16世紀には5つの領邦に分割されていた: ギュータースロー村が属したレーダ領の他、オスナブリュック司教領、リートベルク伯領、ラーフェンスベルク伯領、ミュンスター司教領である。
テックルンブルク＝シュヴェーリン伯コンラート配下のレーダ家とオスナブリュック司教は、1524年からレーダ領の境界と領主権を巡ってしばしば紛争を繰り返した。ヴィーデンブリュック家が治めるオスナブリュック司教領アムト・レッケンベルクは、司教領本体とつながっていない飛び地であったため軍事的に脆弱であり、伯の領土要求にほとんど抵抗することができなかった。このため、レーダ家はギュータースローの教会に対して大きな影響力を持つに至った。1557年の伯の死後、1565年のビーレフェルト協議および1565年6月9日のヴィーデンブリュック協定により争いは調停され、境界が新たに確定した。農村ブランケンハーゲン、パーヴェンシュテット、ノルトホルン（当時はまだ独立していなかったズンデルンを含む）はレーダ家領となり、アーヴェンヴェッデ、カッテンストロート、シュペクサルトはオスナブリュック司教領に留まった。
七年戦争では、1757年にフランスのデステ公爵がギュータースロー近郊に宿営した。1758年7月1日、プロイセンのナルツィンスキ麾下の軽騎兵 5個中隊とフランスの軽騎兵 2個連隊がギュータースロー近郊で戦闘を行った。
1803年、帝国代表者会議主要決議に基づきオスナブリュック司教領、すなわちアーヴェンヴェッデ、カッテンストロート、シュペクサルトがハノーファー選帝侯領となった。ナポレオンがプロイセンに勝利した後、現在の市域の一部が1807年以降ヴェストファーレン王国フルダ県パーダーボルン地区ヴィーデンブリュック小郡に属した。レーダ領は1808年にベルク大公国に属した。1815年、旧アムト・レッケンベルクもレーダ領も、したがってギュータースロー自体も最終的にプロイセン領となった。
1825年11月14日、プロイセン王フリードリヒ・ヴィルヘルム3世は政令によりギュータースローに都市権を授けた。政治組織（都市行政会議、市参事会、選出された市民代表（市長））は1842年の都市法受け容れによって成立した。それまでこの街と一体化した町村を形成していたブランケンハーゲン、ノルトホルン、パーヴェンシュテット、ズンデルンは、新たな町村ギュータースロー＝ラントとして分離された。1844年1月12日、ギュータースローはプロイセン王フリードリヒ・ヴィルヘルム4世から市の紋章を与えられた。

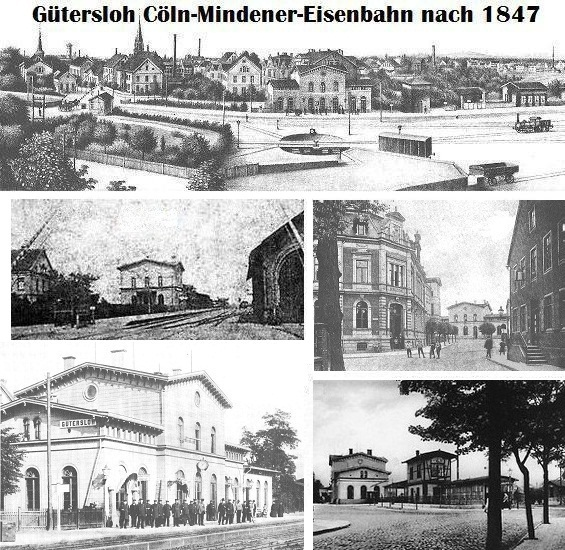
ケルン＝ミンデン鉄道本線開業当時のギュータースロー駅

ギュータースローは1847年にケルン＝ミンデン鉄道会社の幹線沿いに位置することとなり、駅が開業した。19世紀半ばに工業化が始まると、鉄道沿いにある交通の便がよい立地のために重要な企業が拠点を構え、街は大いに発展した。貨物・旅客交通量の増加は道路網の拡充を促進した。1877年から1879年にかけてまずマリエンフェルト（ハルゼヴィンケル）への街道が作られた。1879年から1882年にブロックハーゲン（シュタインハーゲン）、1881年から1883年までフェルルおよびノイエンキルヒェン（リートベルク）への街道が造られ、1902年から1903年にフリードリヒスドルフと接続した。1899年にギュータースロー市が資本参加したトイトブルガー・ヴァルト鉄道会社 (TWE) が開通し、1900年から1903年に支線イッベンビューレン - レンゲリヒ (ヴェストファーレン) - ギュータースロー - ヘーフェルホーフ線が建設された。1907年にミーレは本社をヘルツェブロックからギュータースローに移した。
1851年、福音主義修道会ギムナジウムが開校した。1861年福音主義のマルティン＝ルター教会がクリスティアン・ハイデンの設計に基づき完成した。1862年にガス製造会社、1864年に市庁舎、1868年にブルワリー、1895年に帝立郵便局が開業した。1890年10月15日、パーダーボルンの補佐司教アウグスティヌス・ゴッケルがカトリックの聖パンクラティウス教会を聖別した。1871年にはヨハネス・クーロがギュータースロー・ギムナジウム・ポザウネンコール（直訳するとトロンボーンコーラス。金管アンサンブルを意味する）を設立した。
1938年11月の迫害運動（「水晶の夜」）がギュータースローのユダヤ系住民に対する迫害の頂点であった。3軒の住居とシナゴーグが焼失し、2軒の家屋が破壊された。1941年からユダヤ系住民は強制収容所に送致され、27名が死亡した。1932年、この街には67人のユダヤ教信者がいたが、1943年には1人もいなくなっていた。1945年以降ギュータースローにユダヤ人コミュニティーは存在しない。
ギュータースロー州立精神病院（後のヴェストファーレン州立病院、後のLWL-クリニークム）では、1940年から1943年までにナチスの「安楽死」プログラム T4作戦およびブラント作戦により 1,017人の患者がハーダマルなどの処刑場に送られた。このうち生き延びたのは 220人だけであった。
1939年から1945年までの間に、この街で商売し、所帯を構えた 3,800人の外国人に強制労働が課され、このうち 156人が死亡した。ドイツ国防軍は1935年から1945年までの間にこの街に2つの施設を建設した。ギュータースロー空港（現在のプリンセス・ロイヤル兵舎）と通信兵舎（現在のマンサーグ兵舎）である。NSDAPはギュータースローに14箇所の施設を建設した。第二次世界大戦においてギュータースローは1940年から連合国軍の空爆目標となっていた。何百人もの人が亡くなり、建物の約 25 % が破壊された。1945年4月1日、アメリカ合衆国軍がこの街を占領した。1945年8月に市と空港はイギリス軍のライン軍団に引き渡され、兵舎が設けられた。
1973年1月1日の「新たに設けられたビーレフェルト地域の市町村及び郡の新設に関する法律（ビーレフェルト法）」の発効によりギュータースロー市は郡庁所在の地位を得た。
ギュータースロー市立博物館は、インフラストラクチャの発展の観点から約 800年の歴史を一望にできる。この博物館は1986年に工業史・医療史部門がオープンし、1997年に都市史関連部門が拡充された。

### 市町村合併
1868年、ギュータースロー＝ラントの無人の小さな部分がギュータースロー市に合併した。1910年4月1日、ギュータースロー＝ラント全域が本市に合併した。同時にカッテンストロート＝シュペクサルトのカッテンストロート地区がギュータースロー市に合併したため、この町はシュペクサルトと改名された。1939年4月1日と1943年12月1日にはマリエンフェルト（ヴァーレンドルフ郡）の無人の小部分 (76 ha) とヘルツェブロックの同じく無人の小部分 (87 ha) がギュータースロー市に合併した。
ノルトライン＝ヴェストファーレン州の地域再編に伴い、1969年12月4日に制定された「ヴィーデンブリュック郡およびビーレフェルト郡の一部の新設に関する法律」§2 により、1970年1月1日にアーヴェンヴェッデ、フリードリヒスドルフ、シュペクサルトの3町村がアムト・アーヴェンヴェッデから、エッベスロー、ホレン、イッセルホルスト（の大部分）、ニーホルストの4町村がアムト・ブラックヴェーデ（ビーレフェルト郡）から、さらにヘルツェブロック、ノルトレーダ＝エムス、ウムメルン、ヴァーレンゼル、フェルルのそれぞれ小部分がギュータースロー市に編入された。アムト・アーヴェンヴェッデは廃止され、ギュータースロー市がその権利継承者となった。1973年1月1日にはビーレフェルト法で約 370人の住民が住むゼンネ I 地区の一部が編入され、わずかながら市が拡大した。

### 地名の由来
都市名のギュータースロー (Gütersloh) は、loh と  Gu(n)ter からなっており、グンターという名前の人物が所有する開墾地を意味している。

## 住民

### 宗教
ギュータースローはラーフェンスベルクのプロテスタント信仰復興運動の影響下にある地域に位置しており、このため長きにわたってプロテスタント敬虔主義が主流を占めていた。宣教師ペーター・ハインリヒ・ブリンカー、神学者ハンス・シェットラー、ギュータースローで活動した「敬虔主義の指導者」ヨハン・ハインリヒ・フォルケニング、1871年にギムナジアル＝ポザウネンコール・ギュータースローを設立した「ラッパの指導者」ヨハネス・クーロがギュータースローから誕生している。19世紀半ばにはギュータースローは周辺地域から信仰心の篤さの輝かしいお手本と見なされており、このため「ナザレ」と呼ばれるほどであった。1851年の福音主義修道会ギムナジウムの創設と、1835年から賛美歌や神学書を刊行している C. ベルテルスマン出版の出版活動はこの街の声望を高めた。
ギュータースローのカトリック信者の比率は、1910年に旧農村部を合併するまでは 10 から 15 % の間であった。1950年になってもギュータースローのカトリック信者は 1/3 程度であった。現在ではプロテスタントとカトリックの比率はほぼ同じになっている。2000年現在、人口 95,434人のうち、34,419人が福音主義、34,291人がカトリックで、26,773人がその他の宗教の信者か無宗教であった。
ギュータースローはドイツに住むアラム人やアッシリア人の拠点の一つであり、比較的多くのシリア正教徒がこの街に住んでいる。このためこの街には、聖ルカ教会、聖マリア教会、聖ステファヌス教会の3つのシリア正教会が存在している。
セリミエ・モスクは、市内の3つのイスラム教団センターの1つである。
1949年から福音主義＝自由教会教団連合 (BEFG) のバプテスト教会が存在しており、2015年現在 210人の信者が所属している。アーヴェンヴェッデの兄弟団も BEFG に加わっている。
ユダヤ教会は1820年から1900年まで常に 100人弱の信者がいた。その人口比率は1820年の 4.3 % から 1900年の 1.2 % の間であった。1900年からユダヤ教会の信者は減少し続けた。 国家社会主義者が権力を掌握した1933年、この街には62人のユダヤ人が住んでいた。1939年の第二次世界大戦勃発時にもまだ 35人がいたが、1943年には1人もいなくなった。戦後、ギュータースローにユダヤ教会は創設されていない。かつてのユダヤ人コミュニティをしのばせる市内の数少ない場所の一つに新ユダヤ人墓地がある。

### 人口推移
ギュータースローは、中世には数十人が住む小さな村に過ぎなかった。近世初頭でもこの集落の人口は数百人程度であった。19世紀の工業化の開始とともに本市の人口は著しく増加した。1830年に 2,844人だった人口は、1939年にはすでに約 33,000人にまで増加した。その後も人口は増え続けた。州のデータ管理・統計局の研究報告によれば、2011年12月31日現在のギュータースロー市の人口は 97,127人に達した（ギュータースローを主な住居とする人口。ギュータースローに駐屯する約 2,500人のイギリス兵と、約 5,800人のイギリス国籍を有する軍属（2012年現在）はこの統計値に含まれていない）。
以下の表は、各時点の市域内の人口を示している。数値は、1818年以前は推測値、その後1970年までと1987年は人口調査結果、1965年と1975年は州のデータ管理・統計局による公式の研究結果である。1975年から1985年までは推定値、1990年の値は1987年の人口調査結果に基づく推計値である。
| 年                | 人口（人） |
| ----------------- | ---------- |
| 1532              | 29         |
| 1578              | 101        |
| 1644              | 700        |
| 1818 (12月31日) ¹ | 1,790      |
| 1831 (12月3日) ¹  | 2,512      |
| 1837 (12月3日) ¹  | 2,729      |
| 1840 (12月3日) ¹  | 2,844      |
| 1843 (12月3日) ¹  | 2,982      |
| 1849 (12月3日) ¹  | 3,115      |
| 1852 (12月3日) ¹  | 3,484      |
| 1855 (12月3日) ¹  | 3,585      |
| 1858 (12月3日) ¹  | 3,701      |
| 1861 (12月3日) ¹  | 3,957      |
| 1867 (12月3日) ¹  | 4,163      |

| 年               | 人口（人） |
| ---------------- | ---------- |
| 1871 (12月1日) ¹ | 4,300      |
| 1875 (12月1日) ¹ | 4,544      |
| 1880 (12月1日) ¹ | 5,045      |
| 1885 (12月1日) ¹ | 5,355      |
| 1890 (12月1日) ¹ | 5,900      |
| 1895 (12月1日) ¹ | 6,678      |
| 1900 (12月1日) ¹ | 7,100      |
| 1905 (12月1日) ¹ | 7,378      |
| 1910 (12月1日) ¹ | 18,336     |
| 1916 (12月1日) ¹ | 17,360     |
| 1917 (12月5日) ¹ | 17,167     |
| 1919 (10月8日) ¹ | 20,194     |

| 年                | 人口（人） |
| ----------------- | ---------- |
| 1925 (6月16日) ¹  | 22,174     |
| 1933 (6月16日) ¹  | 25,879     |
| 1939 (5月17日) ¹  | 32,841     |
| 1945 (12月31日)   | 39,756     |
| 1946 (10月29日) ¹ | 36,082     |
| 1950 (9月13日) ¹  | 43,111     |
| 1956 (9月25日) ¹  | 48,362     |
| 1961 (6月6日) ¹   | 52,346     |
| 1965 (12月31日)   | 56,804     |
| 1970 (5月27日) ¹  | 75,297     |
| 1972 (12月31日)   | 77,599     |
| 1974 (6月30日)    | 78,287     |
| 1975 (12月31日)   | 77,128     |
| 1980 (12月31日)   | 78,221     |

| 年              | 人口（人） |
| --------------- | ---------- |
| 1985 (12月31日) | 79,001     |
| 1987 (12月31日) | 82,858     |
| 1990 (12月31日) | 87,217     |
| 1995 (12月31日) | 93,189     |
| 2000 (12月31日) | 95,434     |
| 2005 (12月31日) | 96,258     |
| 2007 (12月31日) | 96,467     |
| 2008 (12月31日) | 96,328     |
| 2009 (12月31日) | 96,182     |
| 2010 (12月31日) | 96,189     |
| 2011 (12月31日) | 96,490     |
| 2012 (12月31日) | 97,127     |
| 2013 (12月31日) | 97,699     |
| 2014 (12月31日) | 98,237     |
| 2015 (12月31日) | 99,781     |

人口 97,699人のギュータースローは、ビーレフェルト、パーダーボルンに次ぐデトモルト行政管区で3番に大きな都市である。ドイツ全土で比較すると、この街は 84番目の街であり、ノルトライン＝ヴェストファーレン州では 30番目である（2013年12月31日現在）。
2015年末の大量難民以前、2014年12月31日現在の外国人・移民比率は 11.9 % で、ドイツ全体の平均値 (11.8 %) よりも高い。最も高いのは中核市区 (18.4 %) とブランケンハーゲン市区 (15.5 %) で、最も低いのはフリードリヒスドルフ地区 (0.6 %) とイッセルホルスト地区 (2 %) である。

## 行政

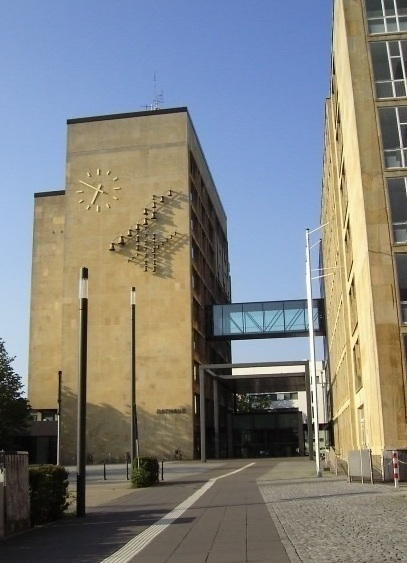
ギュータースロー市庁舎

### 市議会
ギュータースロー市の市議会は、52人の議員で構成されている。

### 選挙区
ギュータースローは、州議会選挙ではギュータースローII区に属す。連邦議会選挙ではギュータースロー区に属す。

### 首長
ギュータースローの市長はノルベルト・モルケス (Bürger für Gütersloh) である。彼は2020年9月27日の市長選挙決選投票で 57.86 % の支持票を獲得して、当時現職のヘニング・シュルツ (CDU) を破り、新たな市長に選出された。
歴代市長で最も在任期間が長かったのはエーミール・マンゲルスドルフで、1874年から1908年までの35年間にわたりギュータースロー市長を務めた。

### 紋章
1825年から都市権を有したギュータースローに対して、プロイセン王フリードリヒ・ヴィルヘルム4世は現在も用いられている紋章を1844年に授けた。
図柄: 16回入れ替わる黒と銀の縁取りがなされた緑地の盾。3本の銀の斜め波帯と6本スポークの赤い輪が描かれている。

ギュータースロー市のロゴ

解説: 波帯は、エムス川、ダルケ川、ルッター川が流れる水の豊かな地域にこの街が位置することを象徴している。輪は、かつてこの街に存在していた紡績会社（現在の文化センター「ディ・ヴェーベライ」）を意味する紡績機の弾み車であり、産業活動とその発展を象徴している。紋章を縁取る黒と白はプロイセンの色である。これはドイツ騎士団の修道騎士が身につける黒い十字が刺繍された白いマントに由来する。
ギュータースロー市のロゴには、市の紋章の中心的な意匠である紡績機の弾み車を様式化して描かれている。伝統的な市の色である緑と白に、青が加えられている。

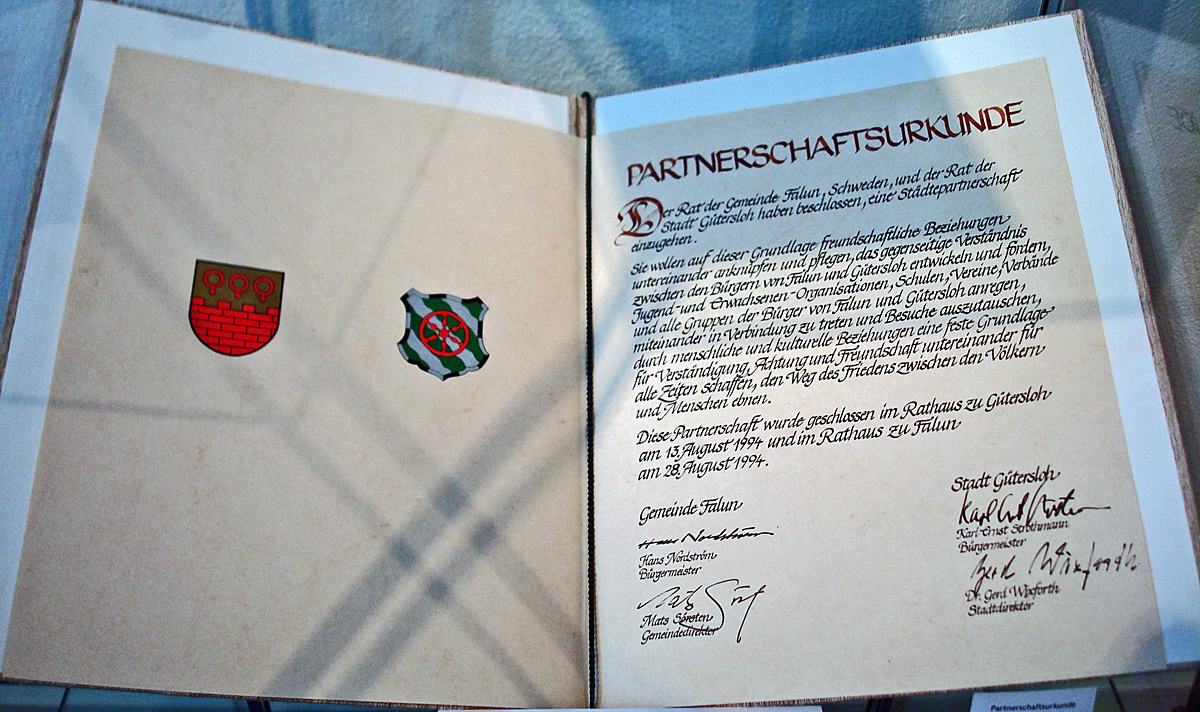
ファールンとギュータースローとの姉妹都市協定文書

### 姉妹都市
ギュータースロー市は以下の5都市と姉妹都市協定を結んでいる。これらの都市とは、交換学生や行政トップの相互訪問などの交流を行っている。
- シャトールー（フランス、アンドル県）1977年
- ブロックストウ（英語版）（イギリス、ノッティンガムシャー）1978年
- グルジョンツ（ポーランド、クヤヴィ＝ポモージェ県）1989年
- ファールン（スウェーデン、ダーラナ県）1994年
- ルジェフ（ロシア、トヴェリ州）2008年

フランス中部の街シャトールーとの姉妹都市協定は1977年に発効した。姉妹都市協定35周年を記念して、2012年にシャトールー市内のアンドル川に架かる最も古い橋がギュータースロー橋と名付けられた。

### 若者の政治参加
学生は、ギュータースロー青年会議（略称 JuPa）がその利益代表である。学生たちは若者ための活動やイベントを計画するために契約した代表者を委員会に送り込んでいる。JuPaの他にも、ギュータースロー・ユンゲ・ウニオン（CDUの青年部）、ユーゾー（Jusos、SPDの青年部）、ユーリス（Julis、FDPが支援する青年連合）、グリューネ・ユーゲント（Grüne Jugend、緑の党の青年部）、リンクスユーゲント・ゾリート（Linksjugend Solid、左翼党の青年部）、SDAJ（ドイツ共産党と関係のあるマルクス＝レーニン主義を掲げる青年連合）がある。

## 文化と見所

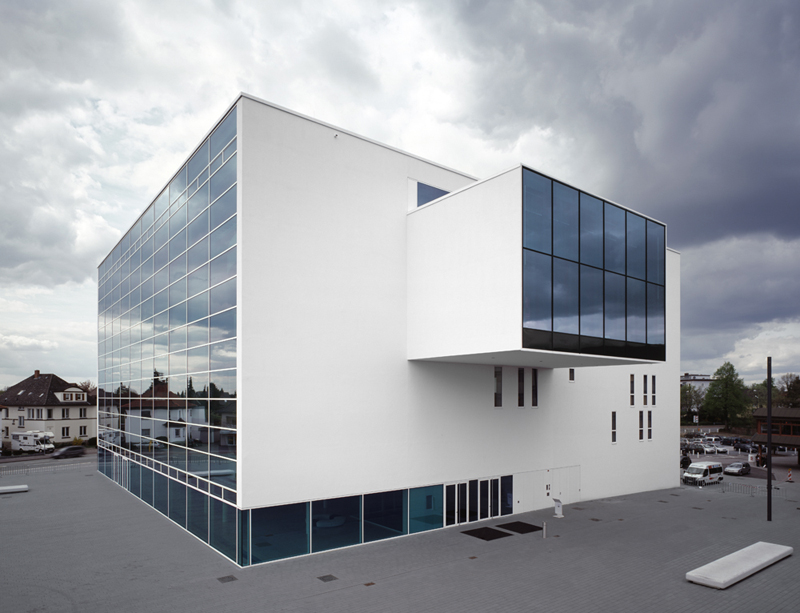
ギュータースロー劇場

### 演劇
本市の古い劇場パウル＝テーネ＝ハレは2003年に安全上の理由から閉鎖された。この劇場閉鎖後、演劇上演は隣のシュタットハレ・ギュータースロー（ギュータースロー市立ホール）で行われている。530席の新しいギュータースロー劇場は2008年の初めに建設が始まった。このオペラと演劇のための劇場は2010年3月13日に開館した。

### 音楽
ギュータースローは 2年にごとに、ベルテルスマン財団のプロジェクトの一つである国際声楽コンクール・ノイエ・シュティンメンの最終週の会場となる。国際的なキャスティングでオペラ分野における将来有望な若い才能がギュータースロー市立ホールで歌うのである。
重要なイベント会場として文化センター「ディ・ヴェーベライ」がある。ここでは特にロック＝ポップ分野のイベント、コンサート、ディスコ、パーティーが開催されるが、この他にキャバレー、演劇、朗読会も行われている。この施設には、青年センター、飲食店、映画館、ディスコも設備されている。
ギュータースローは、ジャズ分野の国際レベルのイベント開催地でもある。長年続いているギュータースローのジャズ・コンサート・シリーズにはマイルス・デイヴィスやレイ・チャールズといった大物も出演した。

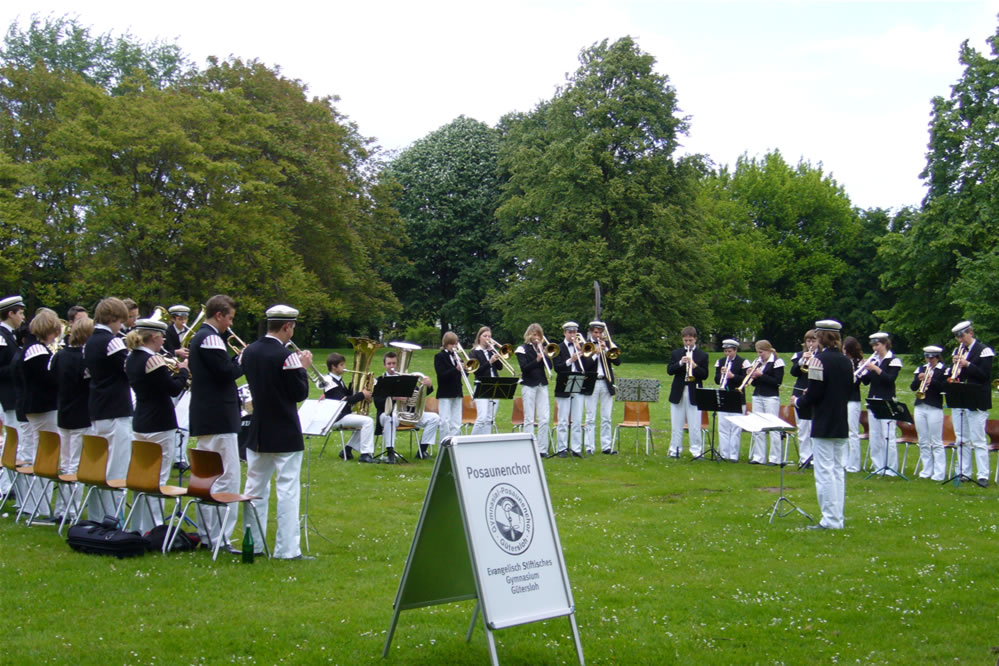
ギムナジアル＝ポザウネンコール・ギュータースロー

1871年に福音主義修道会ギムナジウム (ESG) にヨハネス・クーロによってギムナジアル＝ポザウネンコール・ギュータースロー（金管アンサンブル）が創設された。この団体は創設当時から学生だけで運営されており、教師の協力を仰いでいない。ESG のビッグバンドや合唱団もこの街の音楽生活に根を下ろしている。
市議会事務総長のディーステルマイアー、工場主のツィンカン、建築家のテットマン、弁護士のヴィスマンが結成した弦楽四重奏団が主導して1968年に設立された「ギュータースロー郡音楽学校」は、キルヒ通り18番地に本部を置き、ケーニヒ通り1番地の旧区裁判所に入居している。郡全域を対象に約 4000人を指導し、この地域の文化生活に貢献するために年間約 150件のイベントを行っている。音楽学校の交響楽団は、ギュータースロー・フィルハーモニカーと称し、市や郡のみならず外国にも演奏旅行に出かけている（たとえば、2004年ブラジル、2006年アルゼンチン、2008年ラトビア）。
1990年に創設されたヴェストファーレン室内フィルハーモニー・ギュータースローは、ノルトライン＝ヴェストファーレン州の指導的な自主運営のオーケストラの一つである。このオーケストラは、ドイツの著名なオーケストラの団員、フリーランスの音楽家、有名音楽学校の学生などで構成されており、ドイツのオーケストラ文化の特殊性を体現している。この室内オーケストラのレパートリーにはギュータースロー出身の作曲家ハンス・ヴェルナー・ヘンツェの作品も含まれる。
ギュータースロー市音楽協会は、ギュータースローの伝統的豊かな機関の一つである。その母体は1857年に創設された合唱団に遡る。また、1946年に福音主義教会の合唱団として設立され、長年にわたって教会音楽指導者のヘルマン・クロイツや1992年からはジグムント・ボートマンの指導を受けたギュータースロー・バッハ合唱団は市外でも有名で、合唱コンクールで数多くの賞を受賞している。

### 博物館

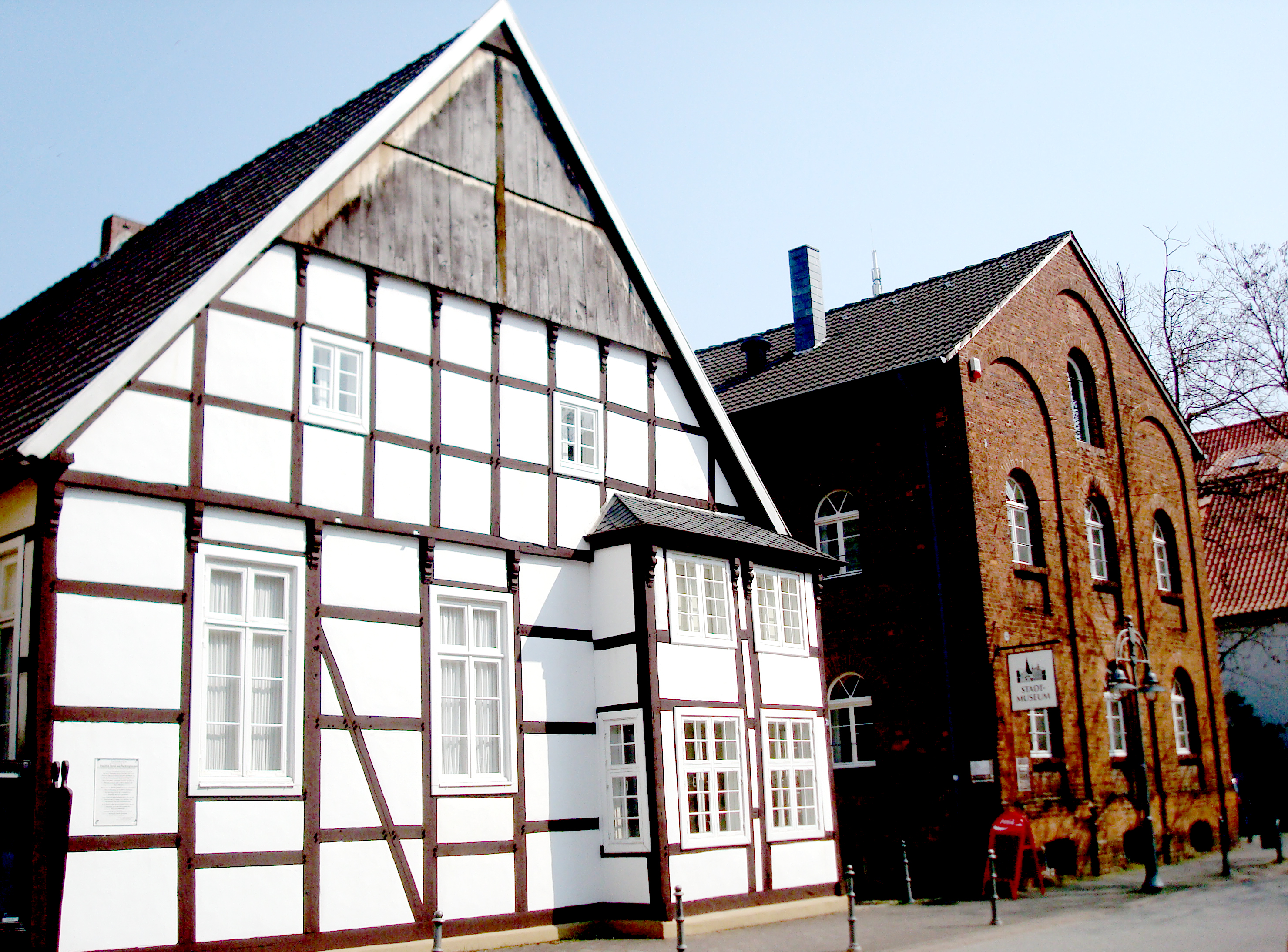
ギュータースロー市立博物館

ギュータースロー市立博物館（ケーカー通り 7 - 11番地）はギュータースロー郷土協会によって運営されている。内市街の中心に位置するこの博物館にはこの街の歴史に関する展示がなされている。特に工業史と医療史の 2つの分野に関しては市の枠組みを超えた展示がなされている。さらに入れ替えでの特別展示も行われている。
ミーレ博物館（カール＝ミーレ通り 29番地）では、ギュータースローの家庭用品メーカーであるミーレ社の1899年から今日に至る歴史を見ることができる。いくつかのミーレ製品は、社会的な出来事や技術開発といった文脈で考えることができる。洗濯機、食器洗い機、クリーム分離器、自転車やオートバイの他に、第一次世界大戦前に製造され保存されていた自動車も展示されている。1986年に創設されたこの博物館は、2006年に「ドイツ - アイデアの国」活動に参画した。
ヴェストファーレン軽便鉄道・蒸気機関車博物館（「ミューレンシュトロート」ポツダム 16番地）は、蒸気機関車・軽便鉄道ミューレンシュトロートによって運営されている。ギュータースローとイッセルホルストとのほぼ中間に位置し、夏期には約 1 km の周回コースで歴史的な蒸気機関車を運行している。その建物は、一般的には、古典的な意味での博物館としての認識は薄く、特に子供連れの家族にとってはサイクリングの目的地となっている。ここはカフェーガーデンのある飲食店や児童広場がある。「ミューレンシュトロート」は5月から10月までの日曜・祝祭日に開館している。
- 市立博物館の工業史部門の展示室
- ミーレ博物館の展示室
- ヴェストファーレン軽便鉄道・蒸気機関車博物館の保存鉄道

### 建造物

#### 教会

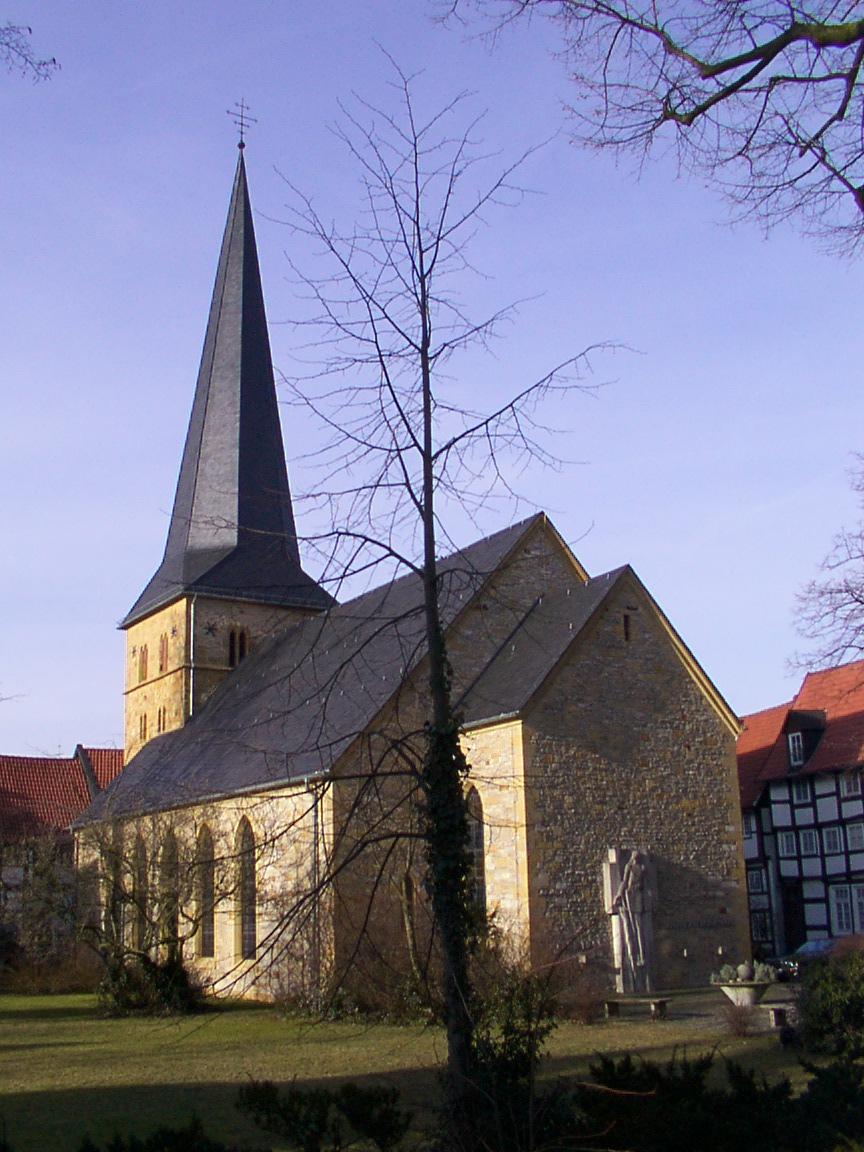
ギュータースローの使徒教会

本市で最も古い教会建築であった福音主義の使徒教会は、1944年に西塔を除いて破壊された。簡素でアーチ型の天井をいただく長堂はヴェルマー・マルヒの設計に基づき、1951年に新たに建設された。
マルティン＝ルター教会は1857年 - 1861年にクリスティアン・ハイデンによって建造された。この教会は西塔を有するネオゴシック様式のハレンキルヒェである。内部は階上の回廊で囲まれている。また、1659年製のシャンデリアがある。
カトリックの教区教会聖パンクラティウス教会は大きなネオロマネスク様式のレンガ造りのバシリカで、西塔を有している。この教会は1889年 - 1891年にパーダーボルンの教区建築監査官アルノルト・ギュルデンプフェニングによって建設された。当時の遺構は現在も遺されている。この他内部には1100年頃に創られたロマネスク様式の十字架像や14世紀後半または15世紀の聖パンクラティウス像がある。
市北部の福音教会は本市で最も新しい文化財建築の一つである。この教会は6つのヴォールト区画で構成された平面図を持ち、1960年に完成した。
イッセルホルスト地区では集落の中心に位置するこの地区の福音主義教会が特筆に値する。この教会は1400年頃に創られたいわゆるイッセルホルストの祭壇の聖像を所有している。
市内にはこの他に、ノルトホルンのクリスト＝ケーニヒ教会、パーヴェンシュテットの聖霊教会、カッテンシュトロートのリープフラウエン教会、ズンデルンのマテウス教会、ブランケンハーゲンの聖家族教会、シュペクサルトの聖ブルーダー・コンラート教会、イッセルホルストのマリア・ケーニギン教会、アーヴェンヴェッデのヘルツ・イェズ教会とクリストゥス教会、フリートリヒスドルフの聖フリードリヒ教会とヨハネス教会および LWL クリニークの敷地内にあるシムルタネウス十字架教会がある。
- マルティン＝ルター教会
- 聖パンクラティウス教会
- 福音教会

#### 木組み建築

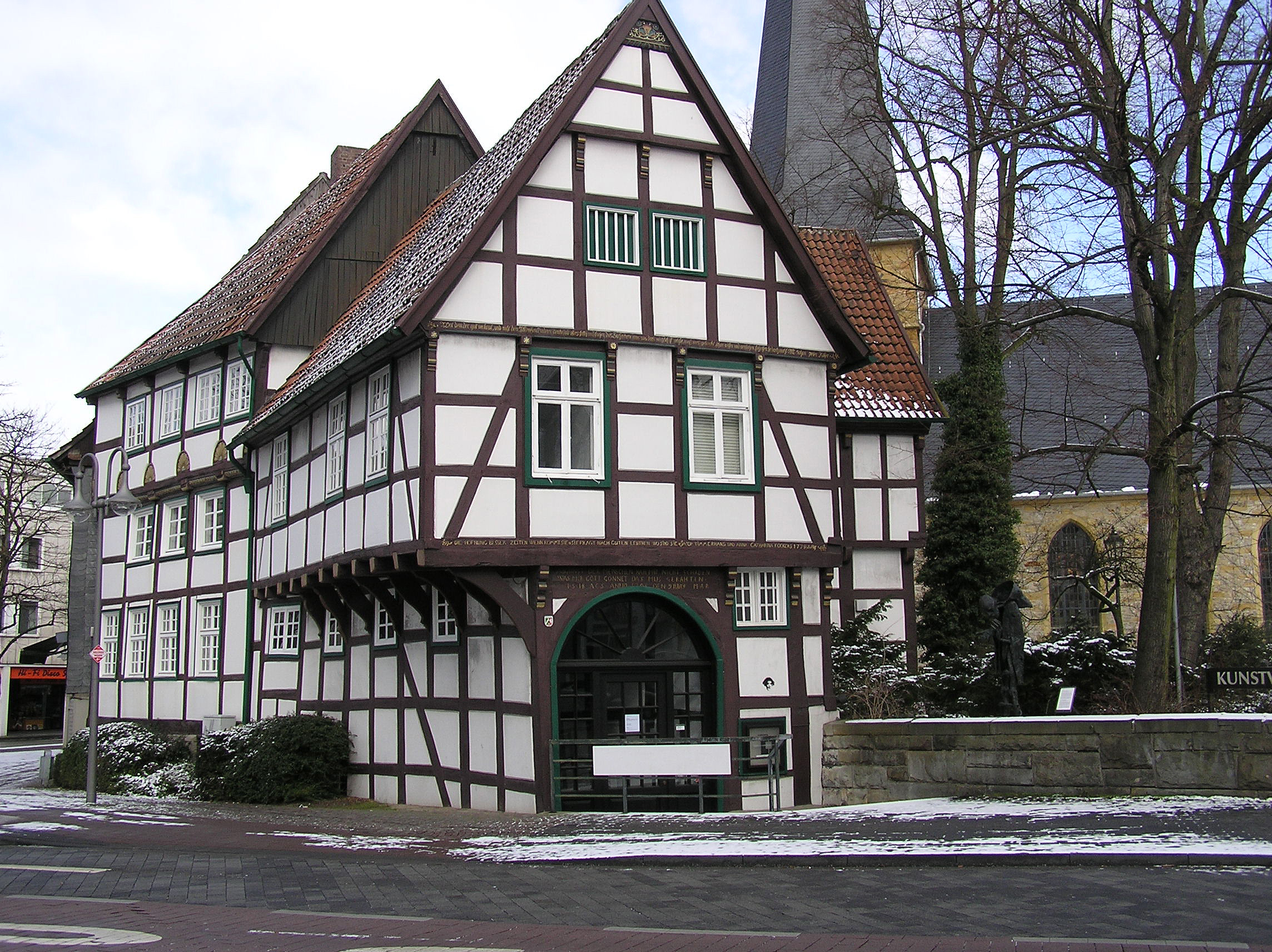
フェールホフハウス

使徒教会周辺の17世紀から18世紀の木組み建築を含むキルヒリングベバウウング（教会を囲む家屋群）はほぼ完全に保存されている。そのうちの主なものは以下の通りである。
- フェールホフハウス、アム・アルテン・キルヒプラッツ 2番地: 大きな土間を持つ切妻建築で、入口の梁に1708年および1790年（改築）の銘をもつ。上階は持ち送りからせり出している。4階建てのフェッヒャーロゼッテ[訳注 2]で装飾された裏の続き家は1647年から1649年に納屋として建設された。現在この家はギュータースロー郡芸術協会のギャラリーとして利用されている。この建物は2011年12月に「ヴェストファーレン＝リッペの今月の文化財」に選ばれた[27]。
- キルヒ通り 4番地: 1658年建造のディーレンハウス[訳注 3]側面の張り出し部は1721年に増築された。
- アルテ・ヴィカリー、キルヒ通り 10番地: 後期バロック様式の玄関上の飾りを持つこの木組み建築は1779年に建造された。
- ヴィラ・バーテルス、キルヒ通り 21番地: スレート貼りの木組み建築。中核部分は1778年に建設された。19世紀前半に紡績企業主のバーテルスによって増改築がなされた。この時にファサードにスレートが貼られた。入口扉はロココ様式である。現在ヴィラ・バーテルスには戸籍役場が入居している。

教会広場の他にもいくつか古い木文建築が遺されている。1800年頃に建設され、現在は市立博物館として利用されているケーカー通り 7番地の建物もその一つである。1801年の銘を持つケーニヒ通り 7番地のディーレンハウスは道路側に張り出し部を有している。1649年建造のミュンスター通り 9番地のヴェーバーハウスは、かつては例外なく木組みのディーレンハウスで構成されていたこの通りの最後の遺構である。この建物はフェールホフハウスとともに内市街地区に現存する最も古い世俗建築の一つである。
- アム＝アルテン＝キルヒプラッツの街並み
- キルヒ通り 4番地
- アルテ・ヴィカリー
- キルヒ通り 21番地
- ヴェーバーハウス

#### その他の建築

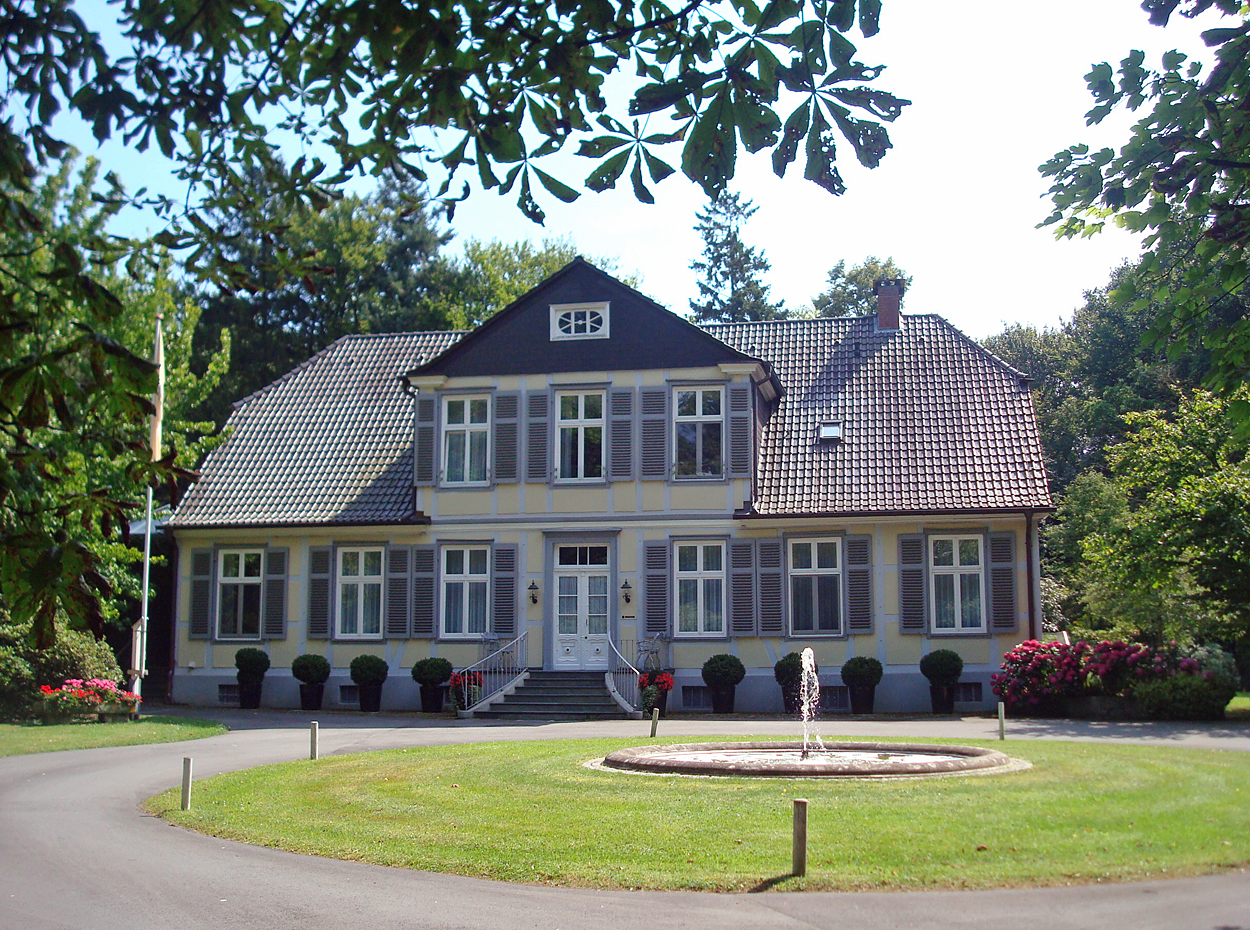
マイアーホーフ

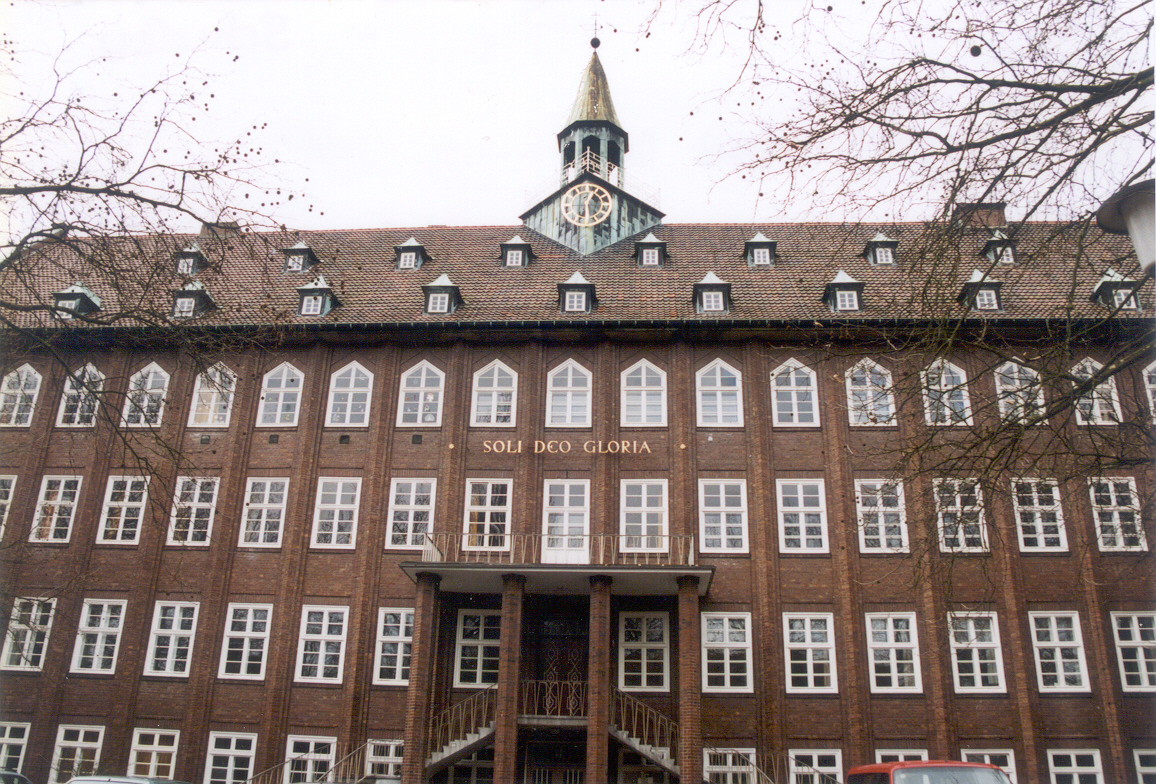
福音主義修道会ギムナジウム

ギュータースロー市の劇場は、最も近代的で建築の有識者の観点から最も美しい現代の劇場建設の一つである。コンペティションに際してイェルク・フリードリヒによってデザインされたこの劇場は2010年3月13日にオープンした。この劇場は歴史的な水道塔と1979年にオープンした市立ホールの隣に位置している。
マイアーホーフは全面を水堀で囲まれた農園施設で、おそらくギュータースロー市の出発点であった。1811年から1813年に建設されたこの住居は中央部に上層破風を持つ2階建ての木組み建築である。
福音主義修道会ギムナジウム（フェルト通り）は、屋根の上の小塔を有する4階建てのレンガ建築で、1928年に建造された。三角形に突き出した付柱で厳格に構成されたこの建物はフリッツ・ヘーガーによってドイツ北部に建造された建物を強く思い起こさせる。
シュリューターシェ・ヴィラ（モルトケ通り 10a番地）は、平屋根を持つ硬質レンガ張りの新即物主義の建物で、1927/28年に建築家フリッツ・ヴィーマンによって建造された。
フリードリヒ通りのギュータースロー水道塔は1888年に供用開始された。
かつての織物工場グレーフェ・ウント・ギュート（ボーゲン通り 1 - 8番地）は1874年に設立された。ボイラー室、機械室、反物倉庫、織布ホールは創設時から遺されている。管理棟は1901年に付加された。これ以外の建物は1912年から1927年に建設された。現在ここには文化センター「ディー・ヴェーベライ」がある。
旧区裁判所（ベルリナー・プラッツ）は1907年から1908年に建設されたネオルネッサンス様式の建築複合体である。本館は屋根の上の小塔を持ち、正面に張り出し部を備えている。現在は音楽学校と警察署の建物になっている。
ギュータースロー中核市区以外の農村地区には、農場の主館および一連の付属建造物が完全に遺されているものもある。シュペクサルトのルカス通りにあるシュペクサルト・バウエルンハウスは、元々は1370年に記録されている Hofes Meier to Berens の主館であった。1993年からヴェストファーレン文化財保護局の意向によりルカス通りに移築された。この木組み建築は現在サークルやグループがイベントを開催するための公民館として利用されている。
1591年の銘を持つ木組み建築である、かつてのホーフ・アムテンブリンク（アムテンブリンクスヴェーク 208番地）は1800年以後の早い時期に建て直された。
ブランケンハーゲンのマイアー＝ツー＝ラスフェルト＝ヴェーク 15番地に位置するマイアーホーフ・ラスフェルトには1578年に建造された納屋がある。四分の一円形のフスバント（木組み建築の補強部材）を持つこの 3階建ての建物は1754年に北側に向かって増築された。1階部分は後世に大部分が造り直された。この建物は1975年に修復された。羊小屋は17世紀に建設された。古い土間は現在は祝典やその他のイベントに利用されている。この農場施設にはこの他に農産物の直売所や旅館がある。
- フリードリヒ通りの水道塔
- ディー・ヴェーベライ
- 旧区裁判所

### 公園

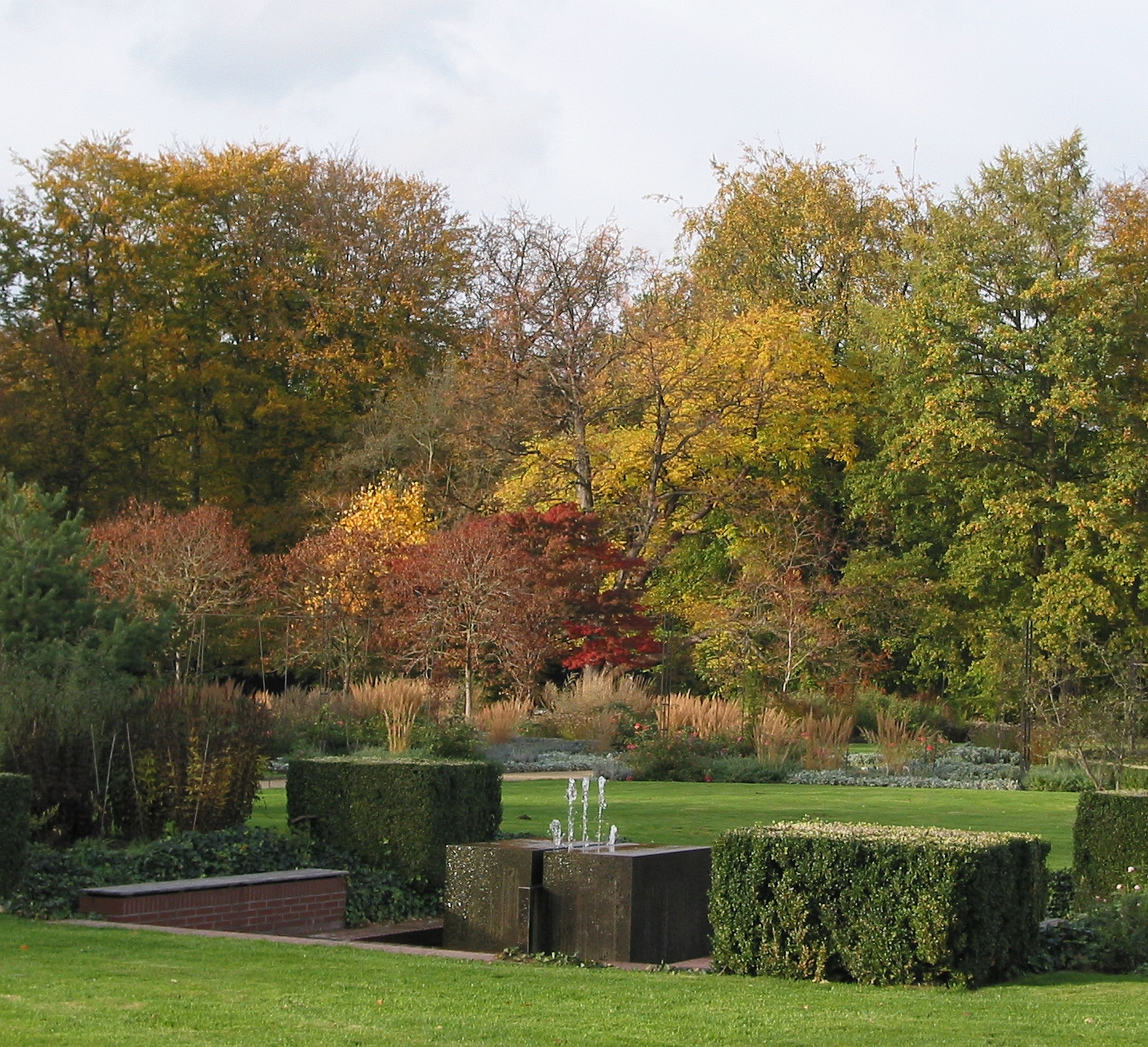
秋の植物園

ギュータースロー市立公園はダルケ川沿いに1908/09年に造成された。1912年に植物園が増設された。この市立公園と植物園はヨーロッパ庭園遺産ネットワーク (EGHN) のオストヴェストファーレン＝リッペ庭園ルートの一部になっている。
広さ 38,505 m2 の余暇施設モーンス公園には、子供のための水浴池、二〇〇七年に全面改装されたビリヤードゴルフ施設を持つミニゴルフ場、多くのスポーツ広場、クナイプ式水浴場、ローラーホッケー場がある。ローラーホッケー場は冬には水が張られてスケートリンクとして利用できる。敷地内には早くも1949年から戦争の瓦礫から 1,100席の野外劇場が造られ、イベントシリーズ「ギュータースローの夏」の会場となっている。
LWL クリニクム・ギュータースローの公園は一般開放されている。この公園内には保護文化財に指定されている病院の建物や、十字架教会、病院墓地などがある。またダマジカの飼育地やカモの池が敷地内にある。
リーガー公園は、かつての造園業者リーガーの敷地にある緑地でダルケ川のプロムナードに直接つながっている。1998年から2002年までこの公園は保守整備が行われた。

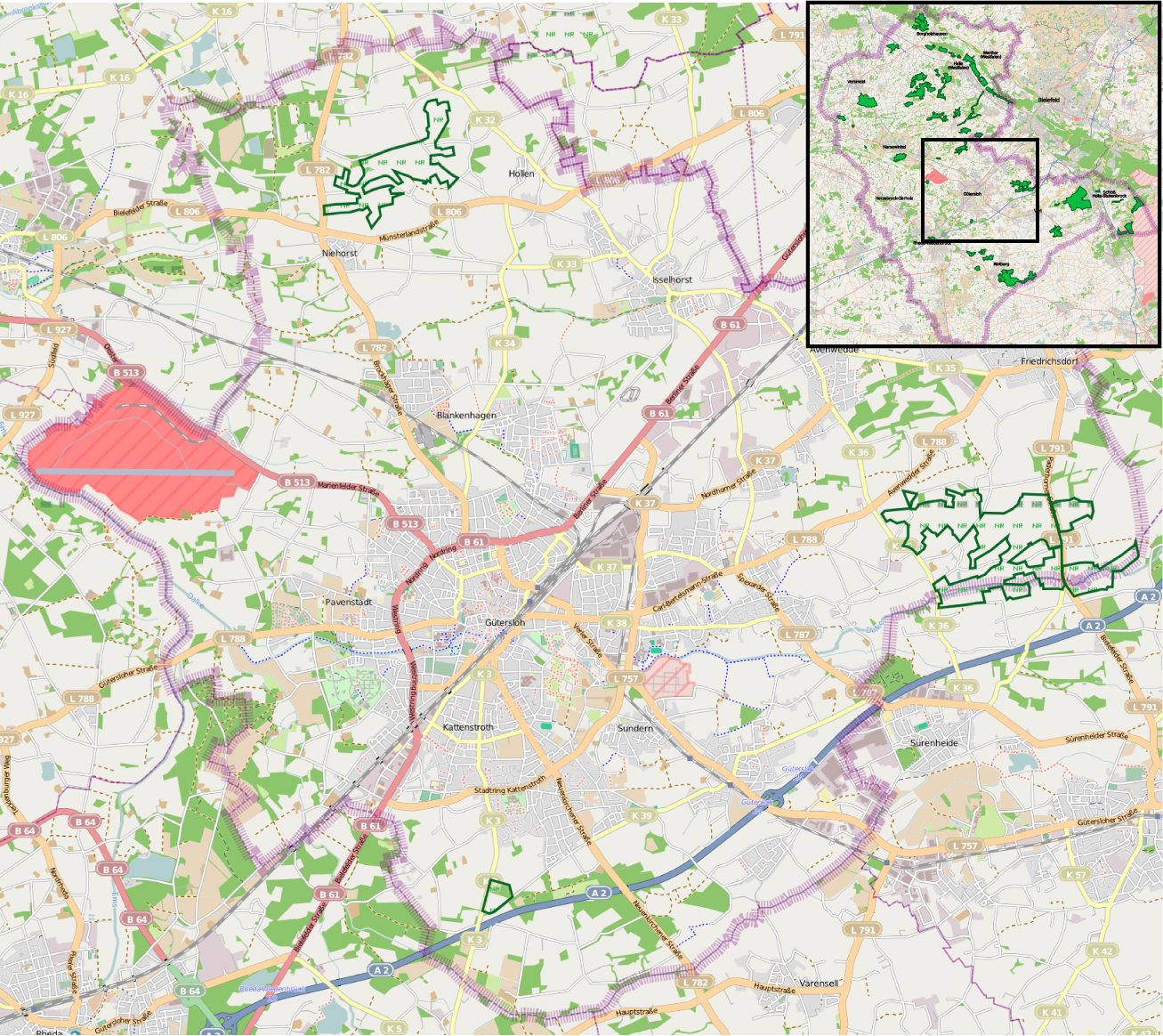
ギュータースロー市の自然保護区。緑の線で囲まれたのが自然保護区。北部がアム・リヒテバッハ、南部がシュペクサルト自然保護区、東部がグローセ・ヴィーゼである。

- 市立公園
- モーンス公園の野外劇場
- LWL クリニクム・ギュータースローの公園
- リーガー公園

### 自然文化財と自然保護地区
ギュータースロー市内には 3つの自然保護区が指定されており、市全域の 2.66 % を占める。アム・リヒテバッハ、シュペクサルト自然保護区、グローセ・ヴィーゼの 3つである。グローセ・ヴィーゼはフェルルの市域にかかる。この 3つの自然保護区はいずれも湿地保護区である。

### 年中行事
ギュータースローの大きなイベントは 3月後半の「ギュータースローの春」で幕を開ける。この祭では特に、地元の造園業者がその力量を披露する。5月から6月は、ランゲナハトデアクンストで多くの博物館、ギャラリー、その他の施設が夜間まで開館している。聖霊降臨祭にはギュータースローのコルベ広場でドイツの各生産地からのワインが供され、マルクト広場は教会の聖霊降臨祭で賑わう。
夏季期間中は、「ギュータースローの夏」のモットーの下、モーンス公園の野外劇場で数多くのコンサート、演劇、演芸が上演される。マニアは川を渡る自転車レースを楽しむ。このレースはノイエ・ミューレ近くの池に渡された不安定な厚板の上を、池に落ちることなくできるだけ早く渡るというものである。夏の終わりには、選抜された地元飲食店によるダルケ＝アウエン・ハウテ・キュイジーヌを野外で楽しむ。1976年以降、夏には「ギュータースロー・インターナショナル」が市立ホールやその周辺で多彩な文化イベントを繰り広げる。民謡グループ、音楽グループがギュータースローの外国文化協会と共同で多彩なプログラムを創り出している。8月は「演芸音楽家とキャバレティスト週間」が開催され、ドライエック広場で芸を無料で披露している。
9月末に、大規模なミヒャエリス教会祭を含むミヒャエリス週間が始まる。これに加えて、2年に1度ミヒャエリスパレードが行われ、多くのクラブやサークル、施設、楽隊が徒歩や山車で参加する。10月の「ギュータースローのシンケンマルクト」ではヴェストファーレンのみでなく各地の珍しいものが売られている。このイベントのハイライトは、馬車行列またはギュータースローアー・フールマンを含むヴェストファーレンの都市のシンボル像を着けた木靴レース（毎年交互に行われる）である。一年の幕引きは伝統的なクリスマスマーケットで、ベルリナー広場、コルベ広場、アルテン・キルヒ広場で開催される
その他の年中行事には以下のものがある：
- パルクール・キャンプ: 3日間のキャンプで、ドイツ中からトレーサーが集まる。
- 映画館「バンビ」でのショートフィルム・フェスティバル
- 「文芸の夏」、ギュータースロー市立図書館で晩夏に行われる文芸イベントシリーズ
- 「朗読の春」、ギュータースローおよびビーレフェルトの市立図書館で開催される3歳から13歳の子供のための総合的イベントシリーズ
- 「フライターク 18」ドライエック広場
- 「ランデスプレッセバル」ギュータースロー市立ホールでの舞踏会
- 「ヨーロッパ文化週間」1984年から。9月から10月に、毎年ヨーロッパの特定の国（2007年 フランス、2008年 イギリス、2009年 ポーランド、2010年 ロシア）をテーマに朗読会、コンサート、映画、その他のイベントが行われる。
- 市立公園ダルケ川沿いのエンテンレンネン（直訳すると「カモのレース」）、児童保護センターのためのチャリティー競泳イベント。
- ロック・デン・トゥルム、水道塔前でのコンサート
- ジャーマン・オープン、スピードキュービングのチャンピオン大会
- 青年文化祭。青年センター「バウタイル 5」および文化センター「ディー・ヴェーベライ」で開催される。

### 風習と伝統
ギュータースローの多くの射撃協会が、射撃の風習を守っている。それぞれの射撃祭は過去から引き継がれたイベントとして長い伝統を踏まえて行われている。ギュータースロー射撃協会の最初の射撃祭は、1832年に行われている。
ギュースターロー周辺では、復活祭には数多くのオスターフォイアーが行われる。
マルティン＝ルター教会は伝統的なナハトザングゲロイツの発祥地であり、1790年頃から行われていたことが判っている。10月31日の宗教改革の日から2月2日のマリアの光のミサまで土曜の晩と祝日前日にギュータースロー中に教会の鐘の音が響き渡る。
11月の聖マルティヌスの日、および場合によってその前後の日に子供と幼稚園児によるマルティンの行列が行われる。子供たちは玄関前でチャイムを鳴らしマルティンリートを歌い、お返しにお菓子などの小さな贈り物もらう。こうした風習は近年徐々に復元されつつある。最大のマルティンの行列は11月11日に内市街で行われる交通協会のそれである。この協会は1980年代に、聖ミヒャエルの日のミヒェールジンゲンという古い風習を復元したミヒャエル週間を試み、わずかな成功を得た。この行事では、子供たちが低地ドイツ語のミヒェールリートを玄関先で歌い、お菓子や果物をもらう。
ギュータースロー特有の風習はギムナジアル・ポザウネンコールと結びついている。このブラスアンサンブルは、アドヴェンツブラーゼンといって、アドヴェントの日曜日の朝、3:30から市内の様々な場所でクリスマスソングを演奏する。クリスマスのピークは聖夜のトゥルムブラーゼンで、福音主義修道会ギムナジウムの小塔やバルコニーからクリスマスソングを演奏する。深夜から始まる15分だけのコンサートにもかかわらず、学校の前には何千人もの聴衆が集まる。
アドヴェンツジンゲンはもっと古くからの風習である。市内ほぼすべての地区でアドヴェントの日曜日に福音主義教会の歌い手たちが通りを練り歩き、おおむね街灯ごとに伝統的なクリスマスソングを歌うのである。

### 地元料理・食材
ギュータースローでは伝統的にヴェストファーレン料理が供されている。
典型的なギュータースローの冷製料理がヴェストファーレンのハムを敷いたプンペンニッケル（ライ麦の黒パン）である。小麦粉、ミルク、卵、レーズン、酵母のレシピで作られ、特別な日に大きな食パンの形で食べられていたパン生地で、現在はレストランで様々なバリエーションで提供されている。
飲料では、隣町シュタインハーゲンのシュタンヘーガー・ヴァコルダーシュナップス、マゲンビター・シュレーダース・ボーネカンプ（「フェルルの故郷の水」）、ギュータースローアー・ブラウハウスで醸造されたビールなどがある。

### スポーツ
2006年現在ギュータースローには 95のスポーツクラブがあり、延べ25,000人が会員となっている。本市には24の運動場、39の体育館（このうち 11施設が 22 × 45 m 以上の広さがある）、および 3つの屋外プール、2つの屋内プールがある。

#### サッカー

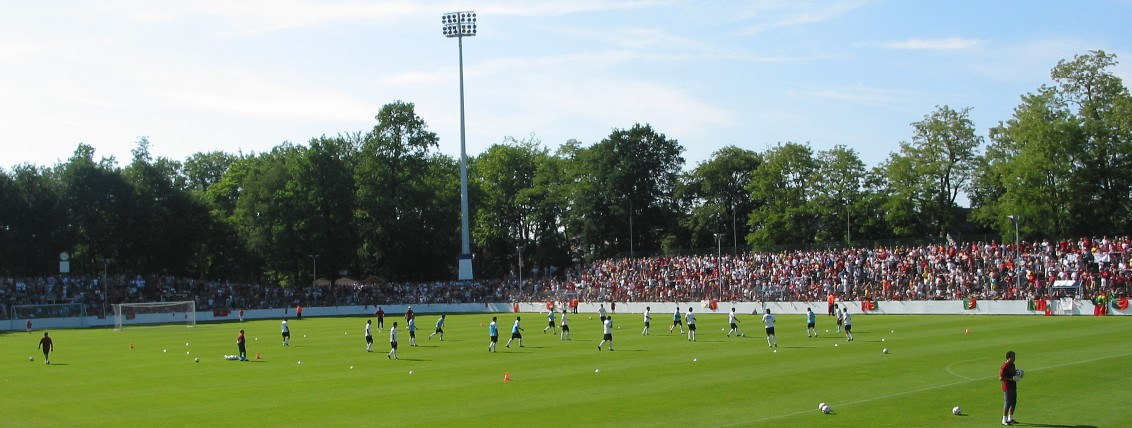
ハイデヴァルトシュターディオンで公開練習中のポルトガル代表チーム

1878年、福音主義修道会ギムナジウムに、現在のノルトライン＝ヴェストファーレン地域で最も古いサッカークラブが創設された。ギムナジアル＝シュピールフェライン・ギュータースローである。
本市で最も有名なスポーツクラブが FC ギュータースロー 2000 で、その男子第1チームは、2000年の新設以前、1996年から1999年までサッカーブンデスリーガ2部でプレイした。女子チームは2009/2010年のシーズン前に設立され、FSV ギュータースロー 2009 として2012年から女子サッカー・ブンデスリーガで活動している。FC ギュータースローの男子第1チームは、5番目のリーグであるオーバーリーガ・ヴェストファーレンに所属している。SV シュペクサルト 1950 と SV アーヴェンヴェッデ 1925 は 7番目のリーグにあたるランデスリーガ・シュタッフェル 1 (オスト) でプレイしている。
FSV ギュータースロー 2009（旧 FC ギュータースロー女子部門）は2000年からギュータースロー室内マスタースを開催しており、さらにB-ジュニアチーム (U17) のための室内トーナメントを開催している。2005年からローカルラジオ局がラジオ＝ギュータースロー杯を開催しており、郡内の高位リーグ所属男子チームはシーズンの前哨戦を戦う。この他、ギュータースローでは1980年代半ばから、ジュニア最大のトーナメント戦の一つであるシュトレンゲ杯（2010年まではティール杯）が行われている。主催者はギュータースロー体育協会である。この体育協会はギュータースロー郡青年委員会と地元の包装業者および労働保護団体が運営している。
2005年以降、400人近い子供たちがギュータースロー・ストリートサッカー＝リーガに参加している。このリーグは、イースター休暇から夏休みまでと夏休みから秋休みまでの年間2シーズン制である。
市の歴史上、スポーツ関連のハイライトは、2006年サッカーワールドカップ・ドイツ大会であった。ハイデヴァルトシュターディオンはワールドカップの公式練習場となった。ポルトガル代表チームが3回練習試合を行い、合わせて 35,000人の観客が訪れた。また、5,000人の観客が市庁舎前コンラート＝アデナウアー広場のパブリックビューイングに訪れた。ここにはオストヴェストファーレン＝リッペ地域で最大のスクリーンが設置されていた。ギュータースローは、ワールドカップ練習場で重要なドイツ都市の一つとされ、「FIFA ワールドカップツアー 2006」で優勝カップが展示された。

#### 自転車競技
ギュータースローでは1930年代から1940年代にかけて自転車競技が大いに注目された。自転車クラブのシュタウプヴォルケ・シュペクサルトがそれで、このため1933年にオープンしたハイデヴァルトシュターディオンは自転車競技のスタジアムとするためにカーブ部分が上がった形に改造された。1950年代の初めにこのカーブ部分は観客席に改築された。陸上トラックのない純粋なサッカースタジアムであるにもかかわらずゴール裏がカーブした形状をしている現在のアリーナの奇妙な構造はこのためである。現在では、ギュータースローは自転車競技が盛んな都市ではない。しかし自転車スポーツの RSV ギュータースロー 1931があり、毎年ロードレース「シティー＝ナハト」が開催され、何千人もの観客をこの街のない市街に引き寄せている。自転車スポーツは、この街のスポーツライフの確固たる要素となっている。水上自転車レースほど注目を集めるスポーツは少ない。これは、ノイエ・ミューレの池に厚板をおいてこれを自転車で渡るというレクリエーションスポーツで、1954年に第1回が行われた。2009年には2日間で約 5,000人の観客が訪れた。

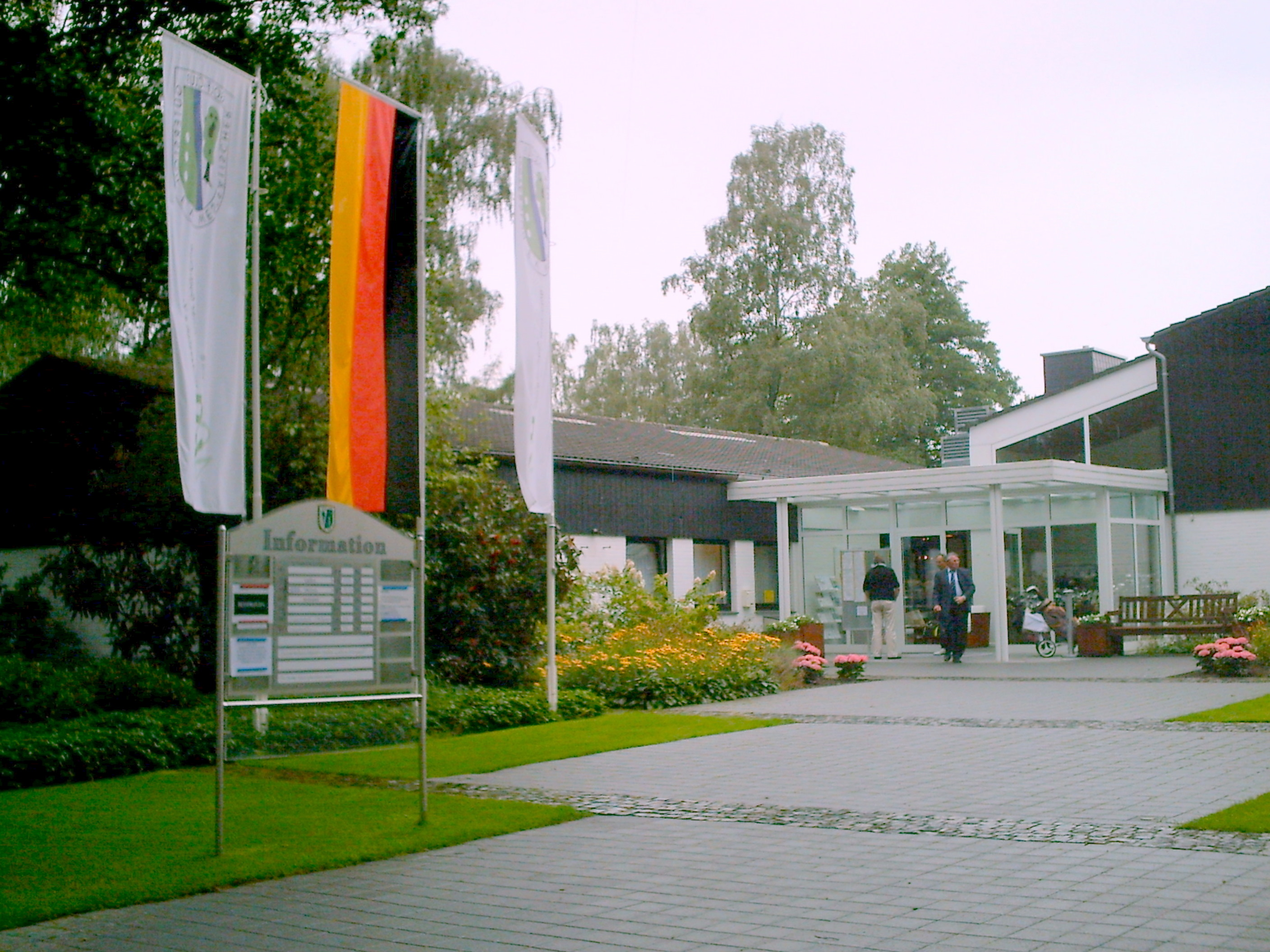
ゴルフクラブ・ギュータースロー

#### その他のスポーツ
体操: 市内のみならず、この地域で最大の体操クラブの一つが、1894年に設立されたトゥルンフェライン・イッセルホルストで、2011年現在約 1,150人の会員を擁している。2008年5月21日から25日までギュータースローは第1回ライン＝ヴェストファーレン体育祭の開催地となった。
ハンドボール: 常に成功を収めているハンドボールの盛んな地域であるオストヴェストファーレン＝リッペでは、ギュータースローはさほど重要な役割を占めていない。本市で最も高いクラスのクラブは、フェアバンツリーガでプレイする HSG ギュータースローである。
ゴルフ: ギュータースローとリートベルクとの市境を越えたリートベルク＝ヴァーレンゼルにヴェストフェリシャー・ゴルフクラブ・ギュータースローの18ホールのゴルフ場がある。このゴルフ場は建築家ベルンハルト・フォン・リムブルガーが設計した。広さ 60 ha、ヴァーペル川沿いのこの施設は、Peugeot Golfführer によりドイツの美しいゴルフ場ベスト20に選ばれた。このクラブには2006年現在 900人以上の会員が登録されている。
レスリング: 2006年現在、オストヴェストファーレン＝リッペにはレスリングを体験できる場所が 6つあり、ギュータースローはその1つである。KSV ギュータースロー 02 は、ノルトライン＝ヴェストファーレン州の伝統あるクラブの1つである。第1チームは、3番目のクラスであるオーバーリーガで2010/2011年シーズンを開始した。
長距離走: ギュータースローでは数多くの市民マラソン大会が開催されている。夜間レースのイッセルホルスター・ナハトもその1つである。この大会は1998年から毎年6月にイッセルホルスト地区で開催されている。また、レーダの森を抜ける伝統豊かなジルヴェスターラウフもこれに含まれる。1984年からは 5月にシュペクサルト地区でシュペクサルダー・フォルクスラウフも行われている。さらに、LWL-クリニーク・ギュータースローの敷地内にある公園を走る大会、市立公園を走る大会、既述のシュペクサルダー・フォルクスラウフおよびカッテンシュトローター・ラウフがギュータースローアー・ラウフカップに含まれる。2012年からはダルケラウフもギュータースロー・ラウフカップに含まれることとなった。
バレーボール: ギュータースローアー TV はオーバーリーガに所属するギュータースローで最高位のクラブである。
バドミントン: TuS フリードリヒスドルフはギュータースローのクラブで最も高いオーバーリーガでプレイしている。CfB ギュータースローは1985年から1990年まで国際ドイツ・ユーゲントマイスターシャフテンの主催者であった。
野球: フェルル/ギュータースロー・ヤークスはドイツ・野球およびソフトボール連盟のレギオナルリーガ・ノルトヴェストに所属している。

## 経済と社会資本

### 経済概要

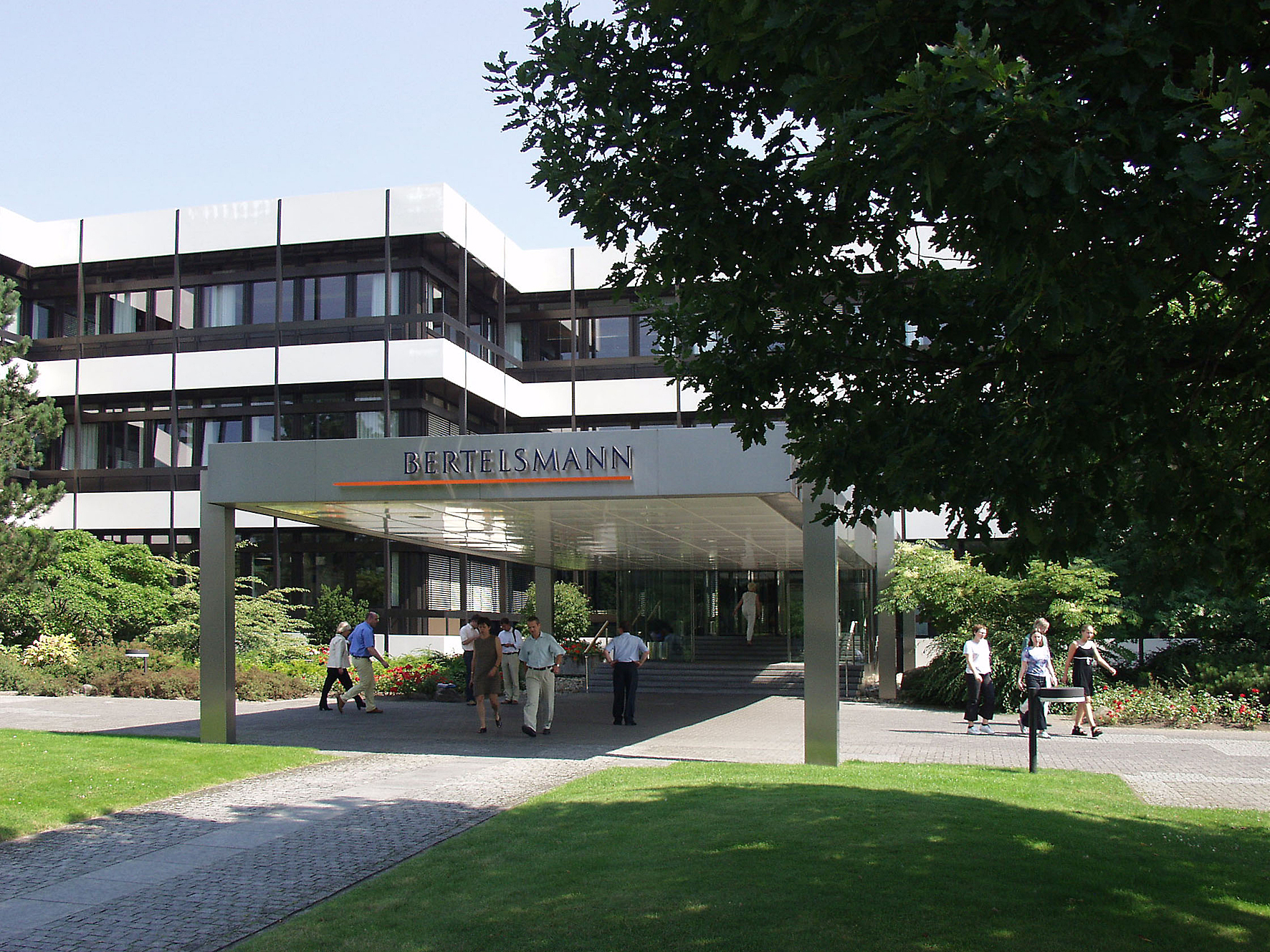
ベルテルスマン本社

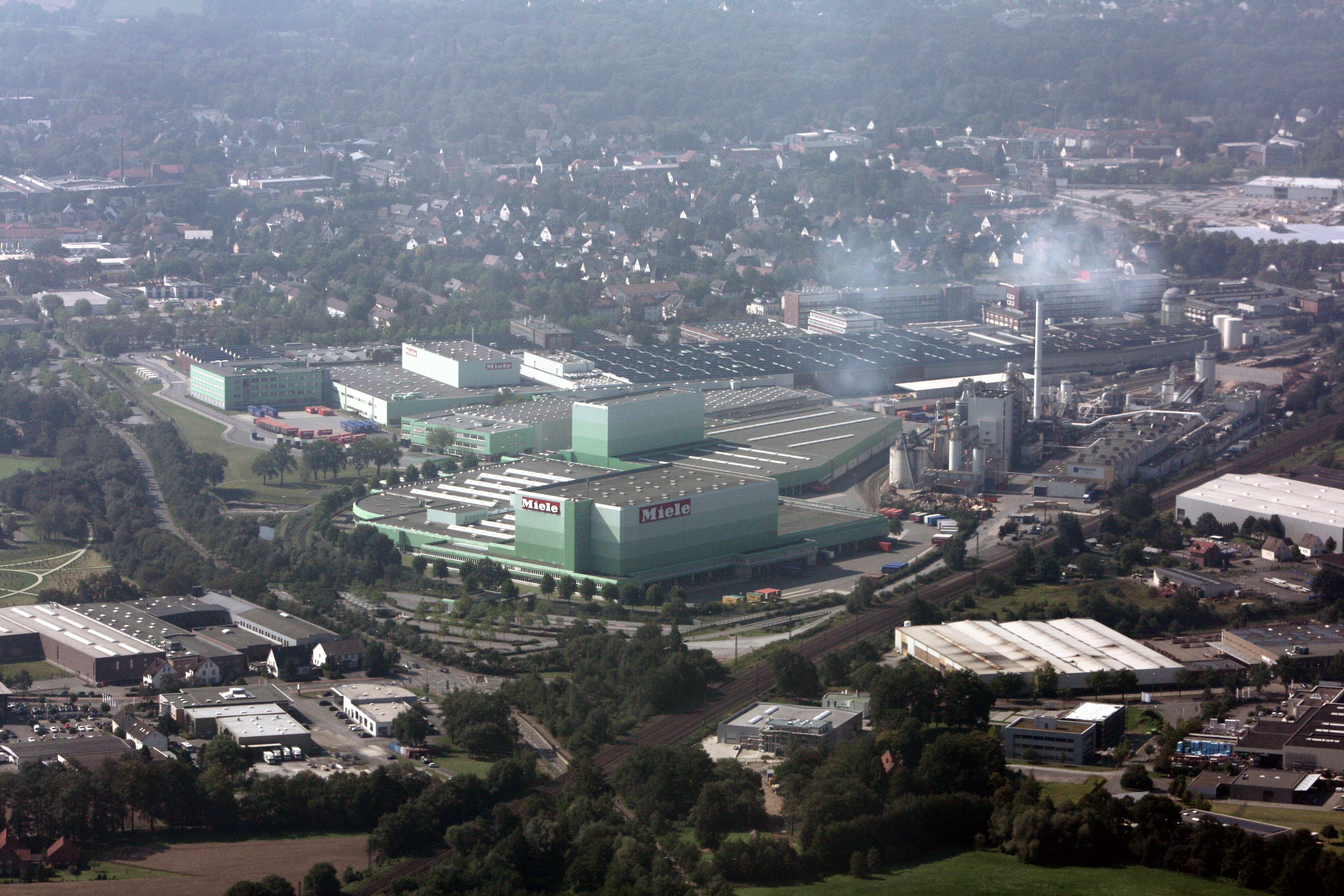
ミーレのギュータースロー本社工場

ギュータースローは、まずなにより 2つの国際的企業ベルテルスマンとミーレの本社所在地として知られている。メディアコンツェルンのベルテルスマンは2015年現在子会社を含めギュータースローで約 10,700人を雇用している。日用品メーカー ミーレのギュータースロー本社工場では約 5,500人が働いている。両企業はギュータースロー周辺にも職場があり、オストヴェストファーレン＝リッペ地方最大の雇用主である。
ベルテルマンとミーレに次ぐ大企業が、それぞれ1,500人が働くヴェルトクライス・ギュータースロー（旧ヴェルクシュタット・フューア・ベヒンデルテ = 障害者のための工場）とギュータースロー郡行政府で、これに続くのが従業員数 1,200人のギュータースロー市行政府と 2つの病院、1,000人を雇用する市立病院と 800人が従事するザンクト＝エリーザベト＝ホスピタルである。
この他に 5,000社以上の中小企業がギュータースローに登記されている。これら企業のほぼすべてが、上述のギュータースローの2大国際企業と同様に家族経営の企業である。

#### 地元企業
地元企業には約 46,000人の職場があり、このうち 37 % が製造業である。ミーレやヴェスタフレックスのような金属加工業者の他にベルテルスマンもギュータースローに本社を置いている。また、食品産業の企業もある。たとえばメスタマッヒャー、フリースランド・カンピーナ、マルテンであり、クリスティーネン・ブルンネン（ミネラルウォーター）の運営会社ゲーリヒ＝ブンテもギュータースローにある。
これに対して、これら以外の分野の重要性はかなり低い。以前、ギュータースローには数多くの家具製造業社があった。2007年に最後の有名メーカー フレトットが破産し、隣町のリートベルクに本社を移転した。かつては重要であったこの街の紡績業の中で、ベルト製造業社ギュート＆ヴォルフと作業服および救護服製造業社ニーメラー＆アーベルだけが活動している。
ビーレフェルト＝ギュータースロー国民銀行は、その本社をギュータースローに置いている。この銀行は資産総額でノルトライン＝ヴェストファーレン州で3番目の国民銀行であり、約10万人の組合員を持つオストヴェストファーレン＝リッペ地方最大の民間組織である（2014年現在）。

#### 地方税
2013年現在、土地税Aの賦課率は 195 %、土地税Bの賦課率は 381 %、営業税の賦課率は 411 % である。

### 交通
ギュータースローは、重要な東西交通軸であるアウトバーン A2号線およびケルン＝ミンデナー鉄道会社の本線沿いに位置している。これにより本市は、ルール地方やハノーファー地域、さらにはベルリンと便利に結ばれている。この交通の便が良いことが、かつても今もこの街の経済発展の決定的な要因となっている。

#### 道路
ギュータースローの道路網は全長約 575 km で、このうち 63 % が市街地の生活道路、16 % が農道・林道・産業道路、8 % が郡道および州道である。残りの 13 % はアウトバーン A2号線、連邦道 B61号線および私道である。
ギュータースローはアウトバーン A2号線にギュータースロー・インターチェンジを市内に有している。しかし、パーヴェンシュテット市区とカッテンストロート市区にルール地方から来る場合は、レーダ＝ヴィーデンブリュック/ギュータースロー南インターチェンジ経由の方が便利である。2010年の調査では、ギュータースロー・インターチェンジとその北東に位置するビーレフェルト・ジャンクションとの間を、24時間あたり平均 64,200台の自動車およびオートバイが通行していた。重車両率は 21.2 % であった。フリードリヒスドルフ市区は、2012年からビーレフェルト＝ゼンネ/ギュータースロー＝フリードリヒスドルフ・インターチェンジ経由でアウトバーン A33号線にアクセスできるようになった。このアウトバーンが完成するとギュータースローはオスナブリュック地域と効率よく結ばれることになる。
ルール地方とブレーメン地域とを結び、ギュータースローからレーダ＝ヴィーデンブリュックおよびビーレフェルト方面に通じる連邦道 B61号線はこの街を4車線道路として通っており、都市周回道路の機能を担っている。ギュータースロー市内の連邦道で最も交通量の多い区間である周回道路北部は、通勤時間には1時間あたり 3,000台以上の車両が通行している。2010年の交通調査では、最も通行量が多いのはブロックヘーガー通り（州道 L782号線）とマリエンフェルダー通り（連邦道 B513号線）との間で、24時間に 33,000台が通行し、重車両率は 6.5 % であった。

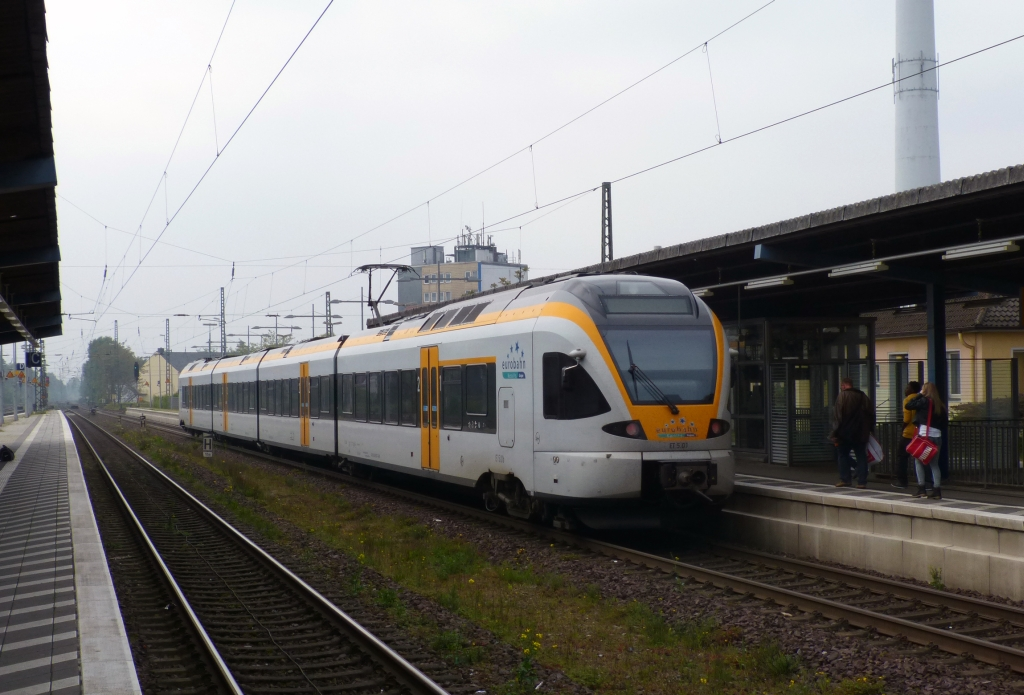
ギュータースロー中央駅の RB 69 の車両

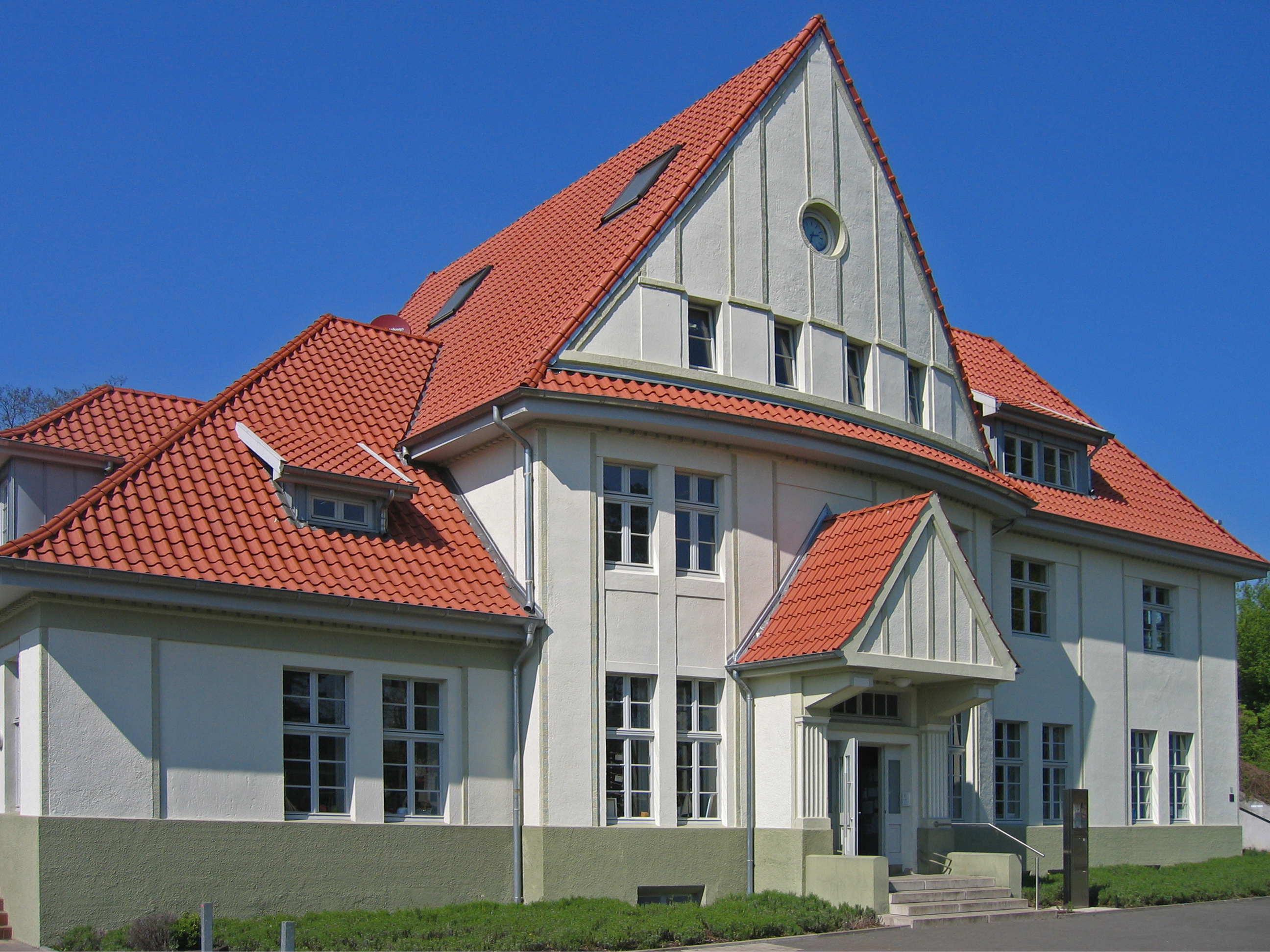
イッセルホルスト＝アーヴェンヴェッデ駅

#### 鉄道およびバス
ギュータースロー中央駅は電化された鉄道ハム - ミンデン本線の駅である。この路線はかつてケルン＝ミンデン鉄道会社の本線の一部であった。この区間は一見四複線のように見えるが、実際の営業上は並行して走る2つの複線路線である。遠距離列車については、ギュータースロー中央駅ではインターシティーのケルン - ヴッパータール - ハノーファー - マクデブルク - ライプツィヒ線が 2時間毎に利用できる。日によっては ICE の路線も利用できる。
近郊列車は、ギュータースローとハムとの間を 30分間隔で運行している。ビーレフェルトへは 1時間に 3本運行している。ギュータースロー中央駅には、RE 6「ヴェストファーレン＝エクスプレス」デュッセルドルフ - ミンデン、RB 67「デア・ヴァーレンドルファー」ミュンスター - ビーレフェルト（一部 デトモルト - アルテンベーケン行き）、RB 69「エムス＝ベルデ＝バーン」ミュンスター - ハム - ビーレフェルトが停車する。
中央駅のすぐ隣にトイトブルガー・ヴァルト鉄道 (TWE) のギュータースロー北駅がある。この駅は、トイト＝エクスプレスの保存鉄道のために時折利用されている。TWE は単線の支線イッベンビューレン - レンゲリヒ - ギュータースロー - ヘーフェルホーフ線を貨物輸送に利用している。主な顧客はハルゼヴィンケルにある農業機械メーカのクラース社である。この他に、シュペクサルトのコンテナターミナルもこの鉄道を利用している。このターミナルは1998年に開通し、TWEが運営している。ターミナルには長さそれぞれ 150 m の引き込み線が 3本あり、38 t まで運べるガントリークレーンが 1台ある。
市内にはこの他にアーヴェンヴェッデ地区に駅（イッセルホルスト＝アーヴェンヴェッデ駅）がある。この駅は、エムス＝ベルデ＝バーン（ミュンスター - ビーレフェルト）が主に利用している。
市内はギュータースロー施設局の市バス網で放射状に結ばれている。さらに地方バスが近隣市町村を結んでいる。すべての路線の乗り換え地点が、中央駅の向かいに位置する乗合バス中央ターミナルである。公共旅客交通には地域の「ゼクサー料金」（OWL交通 GmbH）および「NRW料金」が適用される。

#### 自転車・遊歩道
ほぼ平らな地形であるためギュータースローでは自転車の利用率が高い。ギュータースローは、フランスのブローニュ＝シュル＝メールからロシアのサンクト・ペテルブルクに至るヨーロッパ自転車道 R1号線沿いに位置している。ウェルネス自転車道は市域の西側に接している。ヘーフェルホーフ近郊のエムス川の源流からエムデンの河口までを結ぶエムス自転車道やゾーストからハーメルンに至るバーンラートルート・ヘルヴェーク＝ヴェーザーもギュータースロー市内を通っている。

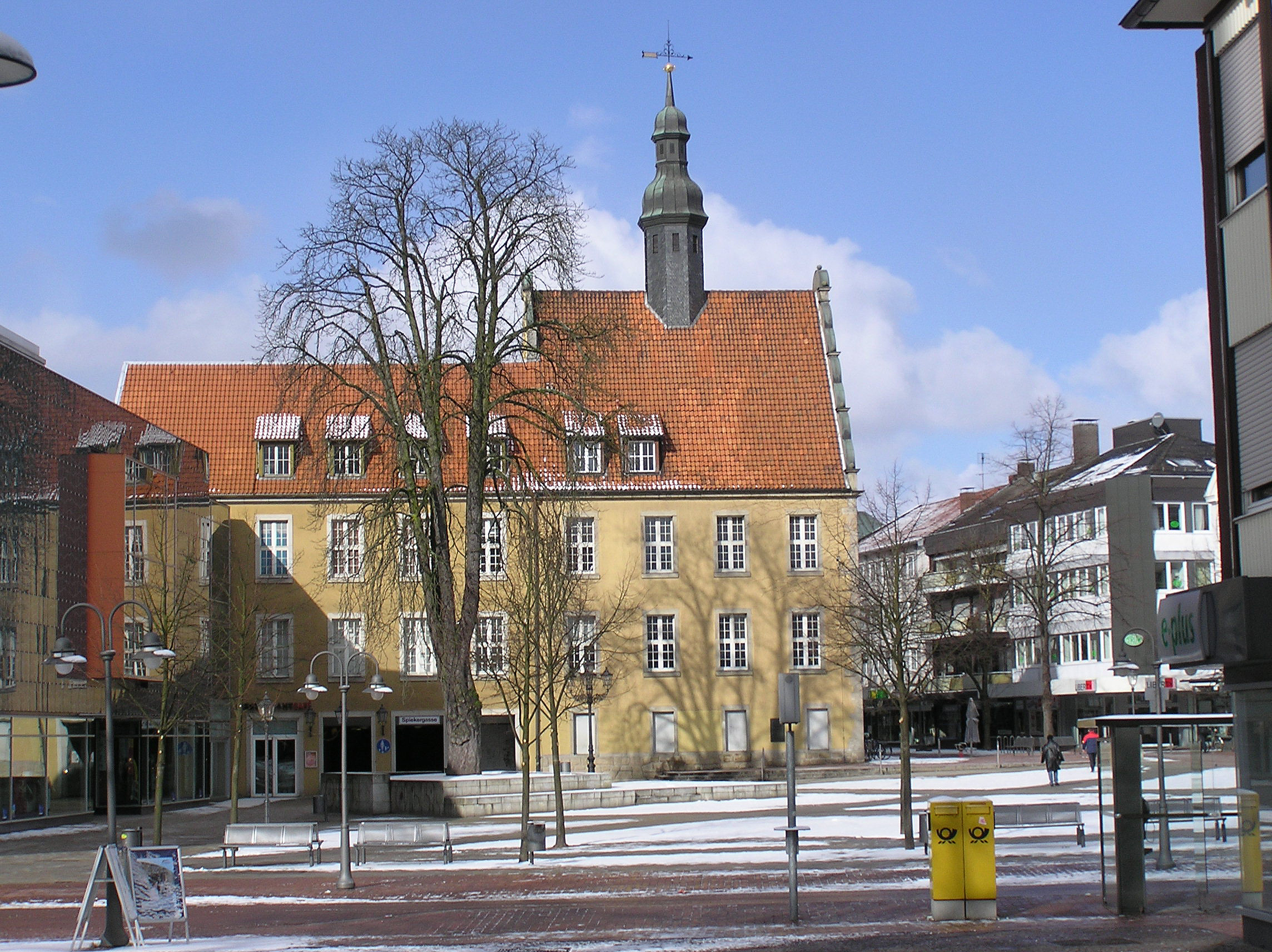
歩行者専用区域の中心となるベルリナー広場

バイク・アンド・ライドを促進するために、中央駅前に 2箇所屋根のない駐輪場が設けられており、固定客のために 24時間営業している。
市内で最も有名な遊歩道・自転車道は、ダルケプロムナード（パウル＝ヴェスターフレルケ＝ヴェークとも呼ばれる）である。この遊歩道は、市の東部のシュペクサルダー通りからダルケ川の河口近く、ノイエ・ミューレが面するヘルツェブロッカー通りまで結んでいる。
ギュータースローには1972年の秋から歩行者専用区域がある。現在その総距離は 850 m である。歩行者専用区域は、以前駐車場であったコルベ広場を組み入れて、2000年に現在の形に完成した。

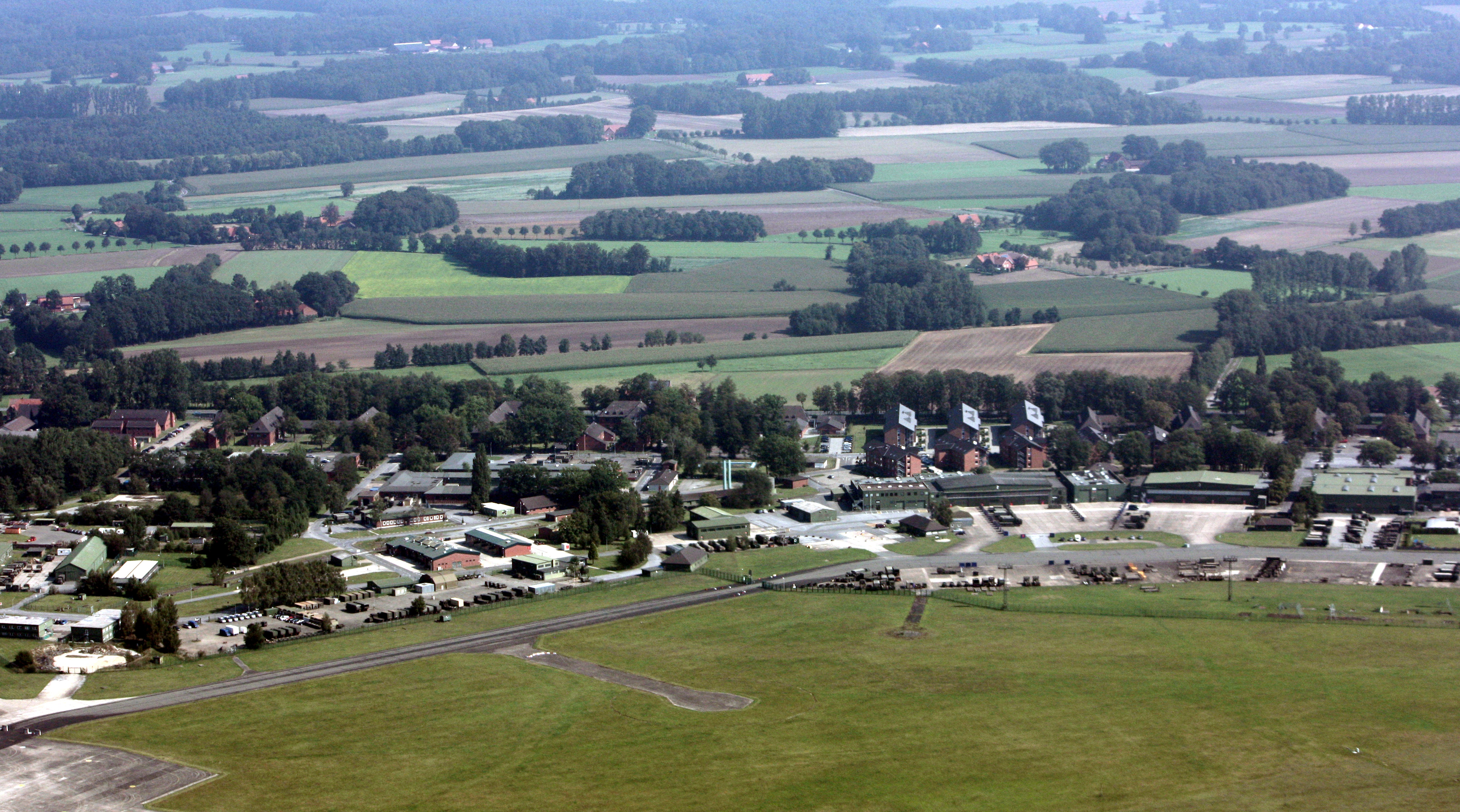
ギュータースロー空港

#### 航空
ギュータースローには、市議会議員によって1930年代に市民空港として発案された空港がある。しかしこの空港はほとんど軍事目的で使用された。2016年までイギリス陸軍が利用していたが、11月に引き渡される。
最寄りの交通用空港はギュータースローから 45 km 離れたパーダーボルン/リップシュタット空港である。

### メディア
ギュータースロー郡は、3紙の日刊紙が刊行されているドイツでも数少ない郡の一つである。これは本郡がいくつかの地理上の区域の境界に位置しているためである。ギュータースロー市で刊行されている日刊紙はノイエ・ヴェストフェリシェ（本社: ビーレフェルト）、ディー・グロッケ（本社: エルデ）、ヴェストファーレン＝ブラット（本社: ビーレフェルト）である。
毎月4誌の無料タウン誌が家庭のポストや商店で配布され、入手できる。1976年から フレットマン出版の「GT-インフォ」、1996年から「ギュートゼル」が刊行されている。さらに2008年から「GTEXTRA」 が加わり、2014年12月から新たに「カール」が発刊された。この他に市区別の刊行物として「ボネヴィー」（アーヴェンヴェッデ、フリードリヒスドルフ、シュペクサルト向け）、「デア・カッテンボーテ」（カッテンストロート向け）および「デア・イッセルホルスター」がある。さらに飲食業者が刊行する「ギュータースロー・ゲート・アウス」や「ギュートゼル・ガストロガイド」があり、これ以外に特定の分野に特化した「ギュートゼル・ガルテンガイド」（庭園ガイド）、「ギュートゼル・ゲズントハイツガイド」（健康ガイド）もある。
地方放送局のラジオ・ギュータースローは、日中6時間以上、ギュータースロー郡のニュースやルポルタージュを含む独自の番組を以上制作しており、この他にラジオ NRW の番組も放送している。市内の送信所は、超短波 95.9 MHz で放送を行っている。
ローカル TV 放送局のギュータースロー TV もニュース、文化、スポーツを放送している。

### 教育と研究
ギュータースローにはビーレフェルト専門大学のキャンパスがあり、ベルテルスマン本社内にFOM単科大学（経済学および経営学単科大学）の学習センターがある。また、市は基礎課程学校 17校、本課程学校 2校、実科学校 3校、ギムナジウム 2校、養護学校 3校、総合学校 2校を運営しており、この他に郡が運営する養護学校 3校と職業補習専門学校 2校、民営の自由ヴァルドルフ学園 1校がある。
職業補修専門学校のうちの 1校がベルテルスマン本社内にあるベルテルスマン職業補習専門学校である。この学校は、ラインハルト・モーンが1962年に「私立ベルテルスマン出版職業補修専門学校」として設立した企業学校であった。この学校は、ギュータースロー内市街にある郡立のラインハルト＝モーン職業補習専門学校と混同しないようにベルテルスマン出版の名前を冠している。
イギリス軍所属者の子弟はブランケンハーゲン・プライマリー・スクールの他、旧通信兵舎（現在のマンサーグ兵舎）の敷地内にあるヘイグ・スクール（プライマリー・スクール）やキングス・スクール（セカンダリー・スクール）で学んでいる。

### 公共機関

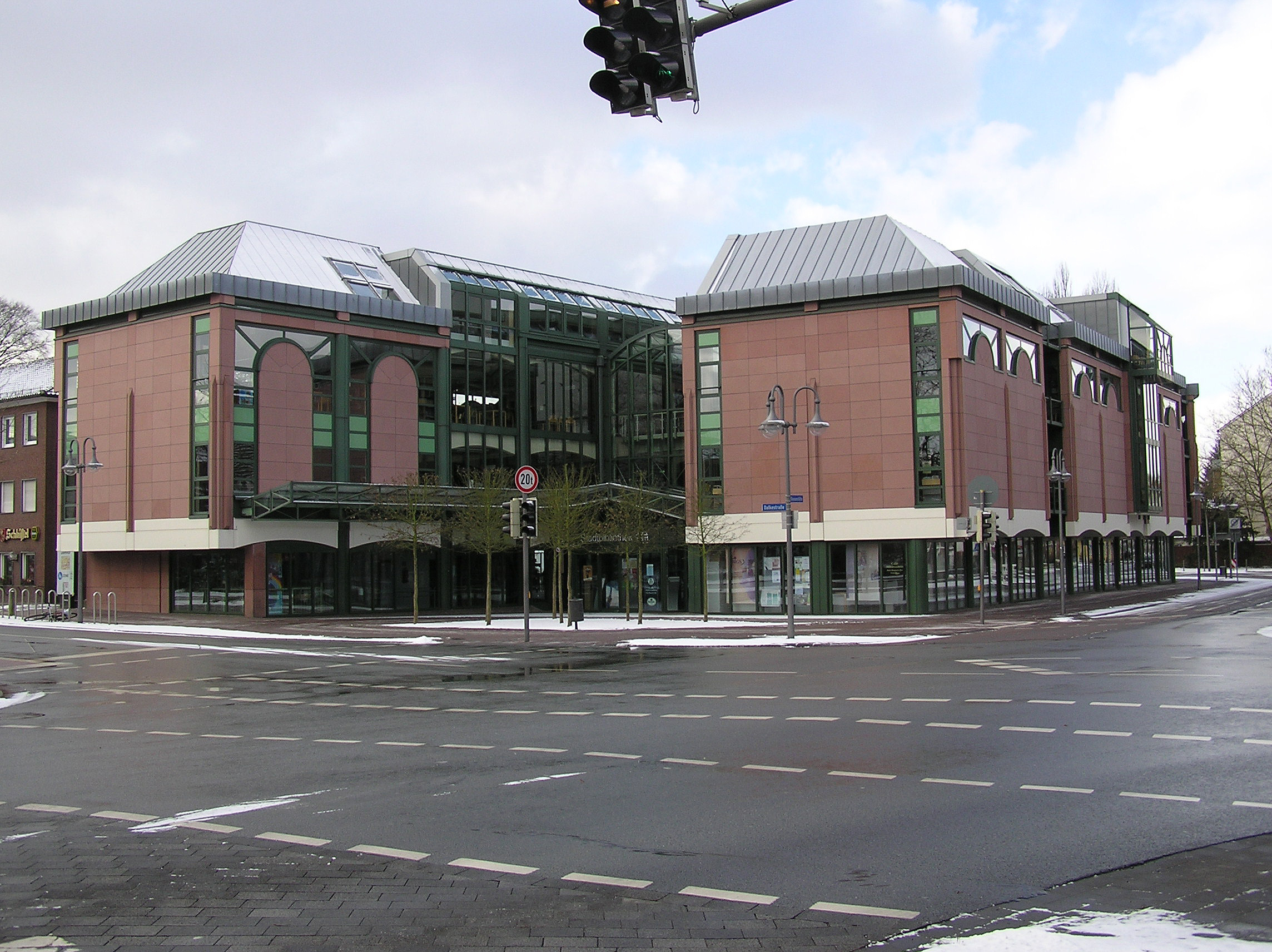
ギュータースロー市立図書館

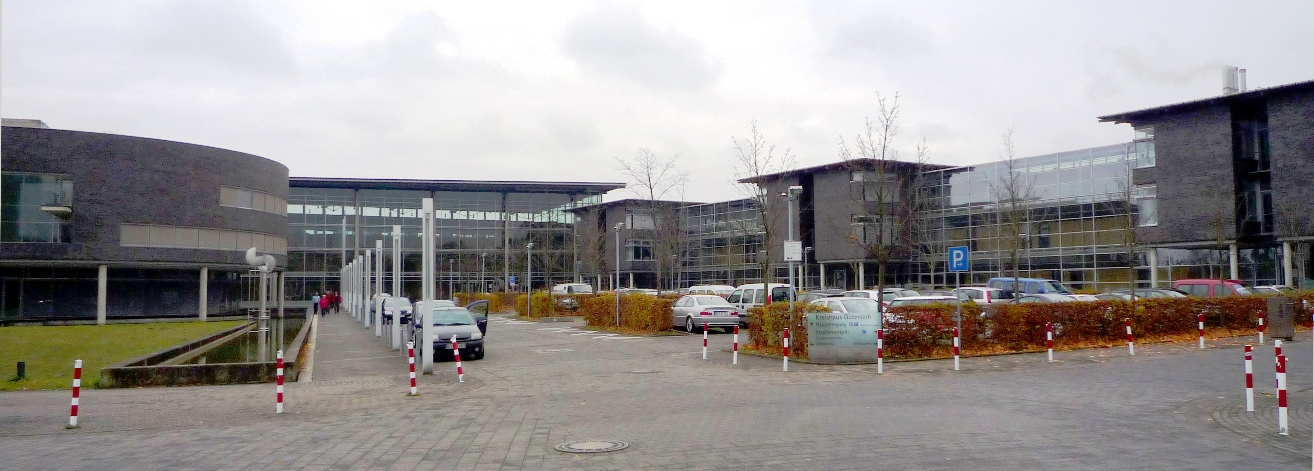
ギュータースロー郡役場

本市は、約 138,000点のメディアを所蔵する市立図書館を1984年から市の中心部で運営している。このギュータースロー市立図書館は、市とベルテルスマン財団が共同で運営する有限会社の形態を採っている。
1979年に建設されたギュータースロー市立ホールには、1000席の大ホールと、395席の小ホールがある。
1997年1月に、29ヶ月間の後期を経てパーヴェンシュテット地区に新しい郡役場が完成した。これに伴い、7つの役所と郡長がこの新庁舎に移転し、それまで賃貸で入居していたレーダ＝ヴィーデンブリュック、ハレ、ギュータースローの執務スペースは放棄された。郡役場のすぐ隣には郡警察署がある。この警察署もギュータースロー内市街の古い建物から新しい建物に移転したのである。内市街にあるギュータースロー区裁判所は、ギュータースロー、ハルゼヴィンケル、フェルルを管轄している。
2000年代初めからギュータースローには税務署がある。この税務署はヴィーデンブリュック税務署とビーレーフェルト＝アウセンシュタット税務署から担当納税者を引き継ぎ、ギュータースロー市を含む郡北部全域を管轄している。

#### 水泳プール
レジャー・屋外プール「ディー・ヴェレ」、ハレンバート、ノルトバートを合わせて、2つの屋内プールと2つの屋外プールを市民は利用できる。この他に市立公園前のバルクバート、屋外空気浴療法施設ヴァーペルバートがある。
「ディー・ヴェレ」はスポーツ・レジャー施設である。運営は屋内プールやノルトバートと同じギュータースロー市施設局のプール運営部門である。2013年には445,000人がヴェレを訪れた。
ディー・ヴェレは1992年にズンデルン地区に建設され、2007/08年に400万ユーロを費やして改造が行われた。名前の由来は波立つプールである（Welle = 波）。この他に児童用プール、長さ 85 m のウォータースライダー、流れる水路があるアドベンチャー水槽、ホイールプール、食堂がある。外部施設は5月から9月まで営業している。スポーツプールは長さ 25 m、深さ 1.80 m である。このプールはギュータースロー水泳協会がトレーニングプールとして利用している。
敷地内には、800 m2 の大水槽、休憩室、多くのサウナ室を備えたイェルヴェ＝サウナがある。飲食施設としては、食堂とベーカリーがあり、パンとピッツァが焼かれている。
1927年/28年に建設されたパルクバートはヴェレの完成後閉鎖された。その後保護文化財に指定され、空気浴療法施設として新たにオープンし、それ以降失業者自助会によって運営されている。

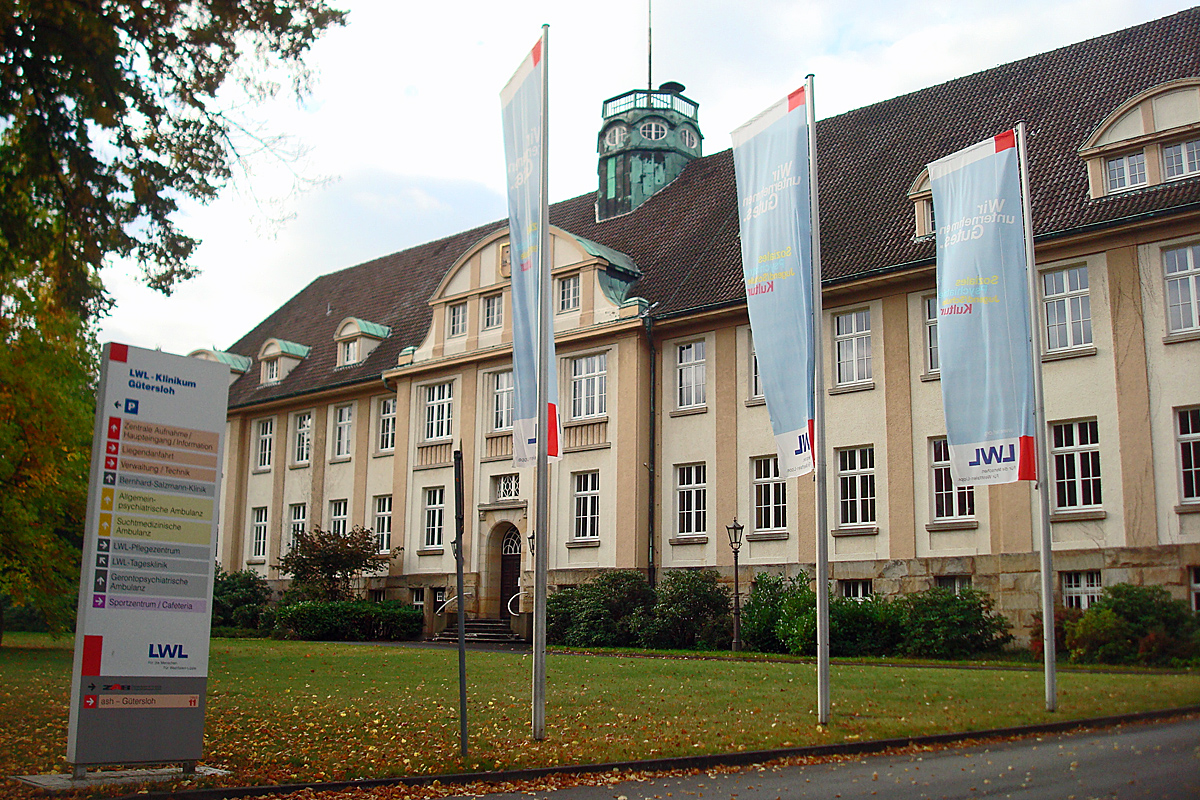
LWL-クリニークム・ギュータースロー

#### 病院
本市には、クリニークム・ギュータースロー、カトリックの聖エリーザベト病院、LWL-クリニークム・ギュータースロー（旧ヴェストフェリシェ・クリニーク）の 3つの病院がある。

### 消防
本市における防火と救命はギュータースロー消防団が担っている。この消防団は、プロの職業消防団と、自警消防団のボランティアによる5つの消防隊で構成されている。職業消防団の常設の消防署・救護所から市内全域に出動している。また各消防隊は、配下の地区のボランティア消防隊に出動を要請できる。アーヴェンヴェッデ、フリードリヒスドルフ、イッセルホルスト、シュペクサルトには、地域再編までは独立した消防団であったボランティア消防隊が存在している。中核市区にはギュータースロー消防団のボランティア隊が存在しているが、通常、出動要請はなされない。小火災などは内市街地区の職業消防団が消火にあたる。年間出動回数は約 120 - 150 回程度である。
この他に、市内にはミーレとモーン・メディア（ベルテルスマン）の2つの事業所消防団、プロの消防団プフライデラー、イギリス軍の防火救急サービスがある。これらの消防団は必要に応じて市内に出動し、ギュータースローの防火・防災に寄与している。
これら消防団に加えて、マルタ騎士団救助サービスがギュータースロー市の救助活動に参加している。毎日7時から23時まで救急車の地域グループが待機しており、平日の8時から16時までは患者搬送車と専任の救護隊が出動可能である。
フェルル市とギュータースロー市との間では、フェルルのジューレンハイデ地区およびフェルル西工業地域の緊急事態には、ギュータースロー消防団とフェルル消防団が共同で対応するという内容の公的・法的な共同契約が締結されている。消防署の所在地が近いため、これらの地域にはシュペクサルト消防隊の方がフェルルの消防団よりも早く到着することができるためである。
- 市立ホールの大ホール
- ギュータースロー区裁判所
- ヴァーペルバート
- ギュータースロー・パルクバート

## その他のトピック

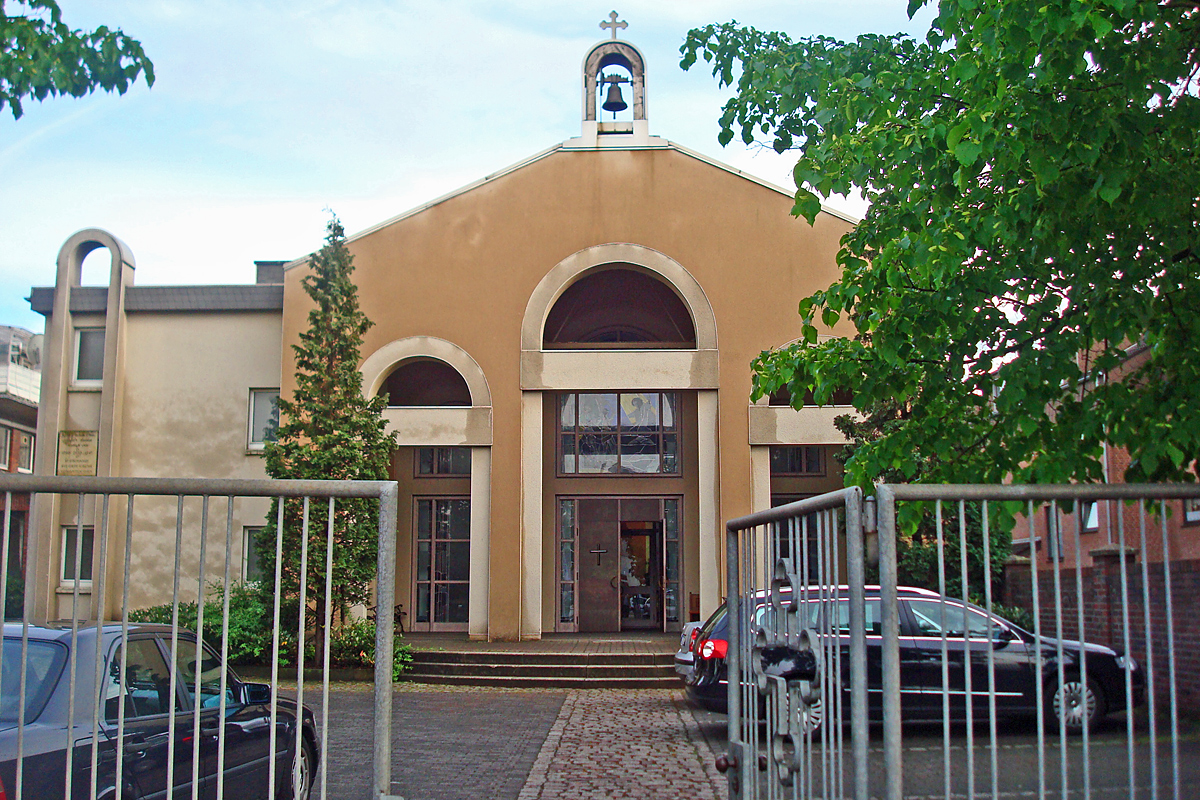
市内に3つあるアラム人の教会の一つ聖シュテファヌス教会

ギュータースローのアラム人: ギュータースローには約 1万人のアラム人が住んでおり、ドイツにおけるアラム人の中心地となっている（2007年現在、ギュータースロー郡には 13,000人以上のアラム人が住んでいる。文献によれば、これはドイツに住むこの民族の1/8から1/5にあたる）。このため彼らは重要な経済的ファクターとなっている。2007年初めの時点でギュータースローの企業約 100社がアラム人を雇っている。アラム人向けインターネットテレビ「Suryoyo Sat 」は、ギュータースローにドイツ・スタジオ構えている。また、アラム人の3つのサッカークラブがローカルリーグでプレイしている: トゥル・アブディン・ギュータースロー、アラメーア・ギュータースロー、 ASC スリョイェ・ギュータースローである。アッシリア統一中央連合 (ZAVD) ドイツ・欧州部門は、連邦事務所をギュータースロー内市街で運営している。ここでは、アッシリア人のドイツへの移住や社会契約に関する常設展示がなされ、こうしたテーマの活動がなされている。同じ建物には、アッシリア中央ヨーロッパ青年同盟 (AJM) の本部もある。
ギュータースローのニックネーム: 地元メディアは、ギュータースローの同義語としてしばしば「ダルケシュタット」という名称を用いている。カトリックの信仰が浸透している周辺市町村では、特に老人たちが「ナザレ」あるいは「カイン＝ナザレ（小ナザレ）」と呼ぶこともある。イエス・キリストの故郷と比較するこの呼び名は、19世紀半ば、敬虔で勤勉な名声がプロテスタント住民は面白味に欠けるというイメージを与えたことに由来する。この街の低地ドイツ語での名称は「Gütsel」で、ローカルメディアでは実際に使われることもある。ギュータースローの若者たちは、日常語ではこの街を「G-タウン」と呼ぶ。これはナンバープレートの略号が「GT」であることから、カイザースラウテルンの「K-タウン」に倣ったものである。ドイツ語の「シュタット」ではなく、英語の「タウン」なのは略号の「T」を活かすだけではなく、イギリス軍が駐留しているためでもある。また、ふざけて「ベルテルスタウン」や「リュラロー」という呼び名も使われる。
ギュータースローアー・フールマン: 本市の象徴的な像が「ギュータースローアー・フールマン（ギュータースローの運送屋）」である。これは、対になるビーレフェルトのライネヴェーバー（あるいはミュンスターのキーパーケール）とは異なり、比較的新しい。1983年にハンス＝ディーター・ムシュによって都市マーケティングの目的で考案されたもので、ギュータースローの運送業の伝統を表している。鉄道ケルン-ミンデン線の開通前も開通後も地元の運送業者がこの地域の貨物輸送を担っており、そればかりかメッセンジャーやニュースの伝達といった役割も負っていた。この像はゲルハルト・ウルリヒが制作したままで存在しているのではなく、市祭やその他の公的・私的な祝典で様々な衣装を着けたギュータースロー住民を演じている。最初は1983年4月22日のパルクホテル開館式典であった。ハム、ビール、蜂蜜、ソーセージ、プラリーヌといった様々な食べ物やクリームがフールマンのロゴマークをつけて販売されている。
ギュータースローと水運: ギュータースロー市は、最寄りの海岸から遠く離れているにもかかわらず、多くの航路で結ばれている。この街には1906年から海運協会がある。現在のアドルフ・ベルムポール海運友好会である。名前のアドルフ・ベルムポールはギュータースロー生まれ（アム・アルテン・キルヒプラッツ 14番地）のドイツ海難救助協会 (DGzRS) の共同創設者の一人である。彼はギュータースローに3つのシャンティ合唱団（シャンティ＝コール・ギュータースロー、シャンティ＝コール・ノルトヴィント、ディー・ルターメーヴェン）を設立し、ハンブルク出身者との連帯組織「シュタムティッシュ・ハンブルガー・ユングス1993」を創設した。これもやはり「海のギュータースロー」を示す行為である。
音楽におけるギュータースロー: 「最後のカウボーイはギュータースローから来た」はトミー・バイヤーのカントリー風のポピュラーソングである。曲に対して表面的にギュータースローの音を当てはめただけであった。この街は韻律と響きの良い名前というだけで、この曲の栄誉に浴した。それでもこの曲は、ハイデヴァルトシュターディオンで FC ギュータースロー 2000 のファンによってしばしば演奏され、相手ファンの行動を牽制する役目を担っている。バンド「フュリー・イン・ザ・スローターハウス」も2006年7月28日にリリースした「ホームシック（...ギュータースローへ）」というタイトルの曲でダルケシュタットを歌っている。偶然にもこの曲もカントリー風の曲調で、「最後のカウボーイ」と同様に、韻律がギュータースローを選ぶ上で重要な役割を演じた。
隕石の落下: 1851年にギュータースロー＝カッテンストロートのシャウプラッツに隕石が落下した。1851年4月17日、普通コンドライトのタイプ H3/H4 と呼ばれる重さ約 1 kg の隕石が火星と木星との間にある小惑星帯からギュータースロー市内に落下したのである。当時この事件を研究したのはフリードリヒ・ヴィルヘルム・シュトールマンであった。隕石の大部分 (760 g) は現在ベルリンのフンボルト大学自然博物館で見ることができる。111 g と 74 g の別の欠片はロンドンの自然史博物館とウィーン自然史博物館に収蔵されている。1852年に別の小さな断片も発見されている。
HVP: ギュータースローの住民が待ち合わせなどで「HVP」と言えば、それはギュータースロー内市街中央の広場、すなわちベルリナー広場のことである。この略号は「Hertie-Vorplatz」（ヘルティー前広場）の頭文字をとったものである。何年も前からカールシュタットの看板を掲げているギュータースロー唯一の百貨店であるにもかかわらず、どことなく軽蔑的なこの呼び名が現在も通用している。
世界記録: ICE の先駆けとなったインターシティエクスペリメンタルは1985年11月26日11時29分にギュータースロー - ハム間の路線で317 km/h の三相交流鉄道車両の速度世界記録を出した。このフル編成による記録走行は、先行する高速列車と同様に、万全の安全対策を施して行われた。特にすべての駅と橋梁は監視されていた。

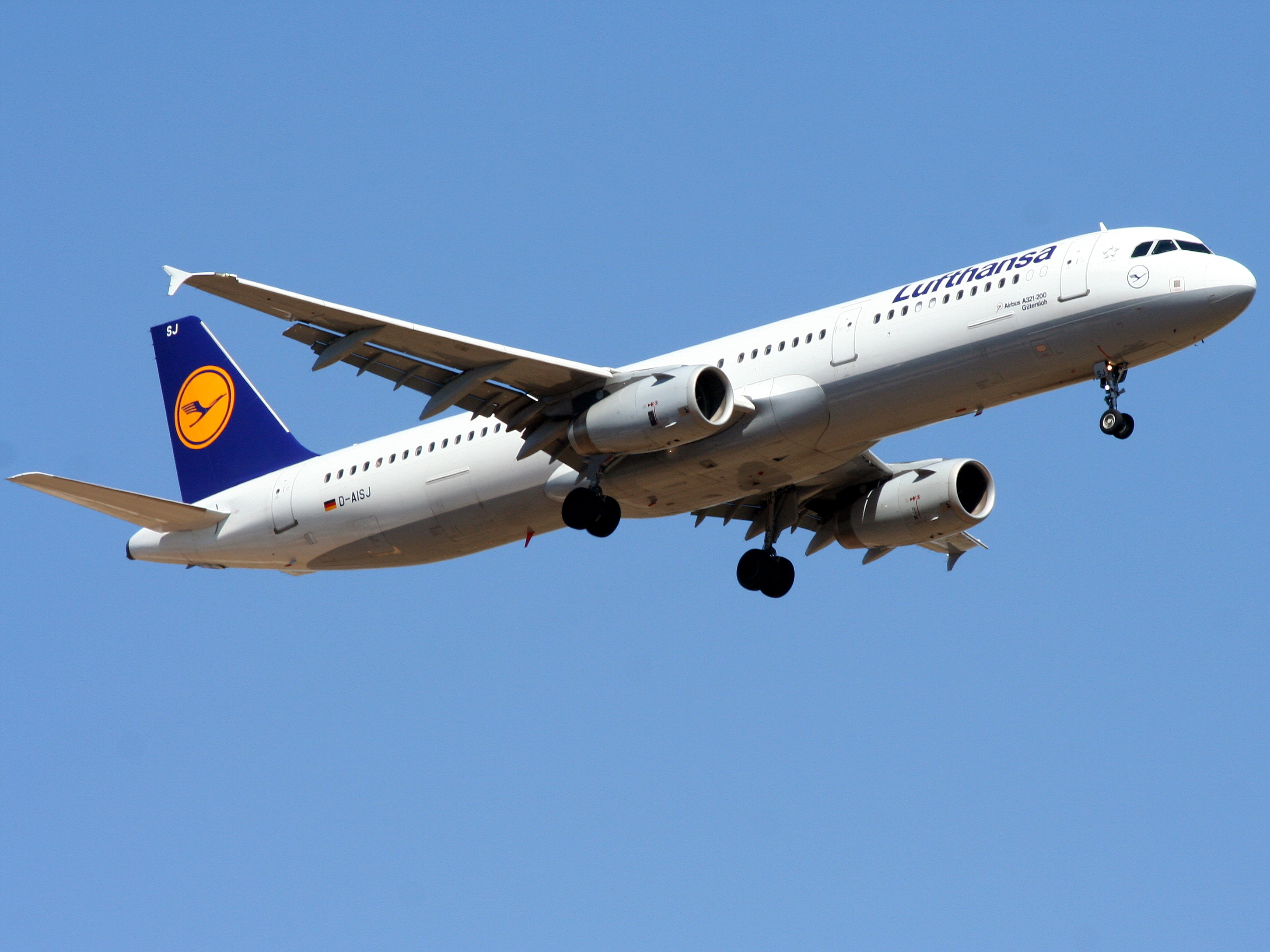
「ギュータースロー」の名を冠したルフトハンザ機

列車・飛行機の協力関係: 2004年7月14日から、ドイツ鉄道のICE 1の編成番号 158（動力車 401 056-3 および 401 559-0）は公式にギュータースローの紋章を掲げている。この他、ルフトハンザのエアバス A321-231 D-AISJ と協力関係を結んでおり、「ギュータースロー」の名称がつけられている。
ギュータースローの超自然伝説: 「ゲルケン・ギンケン」という名の魔女が伝説に名を遺している。この魔女はズンデルンに住んで魔力を使い、ヘクセンタンツプラッツ（魔女の舞踏場）に飛んで行くことができた。彼女は不運な恋人を亡くした悲しみから、長らく、夜中になると幽霊として現れた。
三十年戦争の時代、ケーカー通りとキルヒ通りとの間に不思議な木があり、当時この付近は「グリューナー・バウム」（緑の木）と呼ばれていた。枯れた木の周りに不思議な新しい花が咲いて戦争の終わりを予言すると言われていた。

## 人物

### 出身者

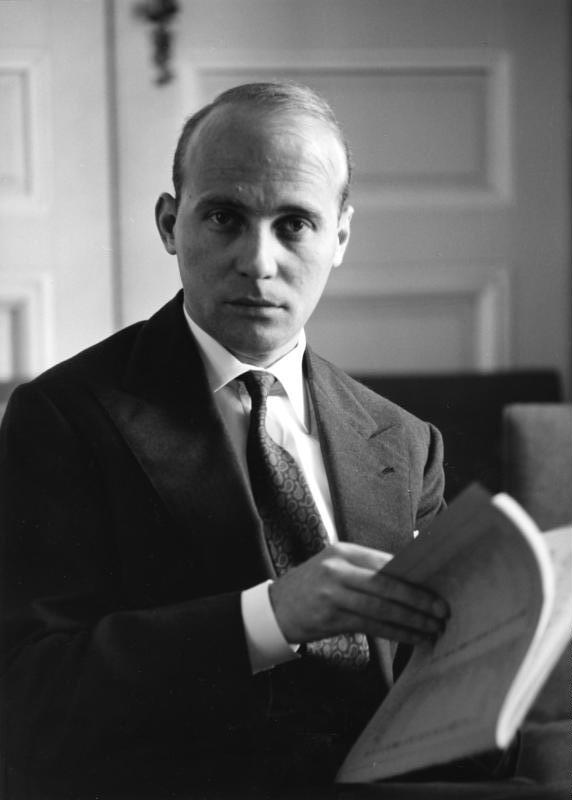
ハンス・ヴェルナー・ヘンツェ

- カール・ベルテルスマン（1791年 - 1850年）はギュータースローで生まれた。製本家の修行をした後、C.ベルテルスマン出版を設立し、初めは教会関係の書籍を出版した。現在のメディアコンツェルン ベルテルスマンは、この出版社から発展したものである。
- アドルフ・ベルムポール（1833年 - 1887年）はこの街で生まれ、ヘルフォルトのギムナジウムを経て海へ出た。1849年に商船で海難事故にあった。この時の経験を元に彼は航海術の教師となり、北海沿岸に救護ステーションの拡充活動を開始した。ドイツ海難救助協会 (DGzRS) の先駆けとなるブレーメン海難救助協会を1863年に設立した。
- フリードリヒ・ダニエル・フォン・レックリングハウゼン（ドイツ語版、英語版）（1833年 - 1910年）病理学者
- ルートヴィヒ・ミュラー（ドイツ語版、英語版）（1883年 - 1945年）神学者。ナチスに心酔し、当時のドイツ福音主義教会の最高位であるライヒスビショフの地位に就いた。
- ラインハルト・モーン（ドイツ語版、英語版）（1921年 - 2009年）はベルテルスマン出版第5代社長で1977年にベルテルスマン財団を設立した。1981年に会社代表から監査役となり、2000年に現役を引退した。
- ハンス・ヴェルナー・ヘンツェ（1926年 - 2012年）20世紀の重要な作曲家の一人である。
- ホルスト・タッペ（1938年 - 2005年）写真家
- ハインツ＝ギュンター・ボンガルツ（1955年 - ）ヒルデスハイム補佐司教
- ディアーナ・アムフト（ドイツ語版、英語版）（1975年 - ）女優
- ウーヴェ・ヒューネマイアー（1986年 - ）サッカー選手
- アンナ＝マリア・ツィンマーマン（1988年 - ）歌手

### ゆかりの人物
- マルティン・ハルリンクハウゼン（1902年 - 1986年）第二次世界大戦時のドイツ空軍指揮官。ギュータースローで亡くなった。
- ヤン・カラフィアート（ドイツ語版、英語版）（1846年 - 1929年）牧師、作家。ギュータースローの福音主義修道会ギムナジウムで学んだ。
- ゴットリープ・レデッカー（ドイツ語版、英語版）（1871年 - 1945年）建築技師。ギュータースローで亡くなった。
- ゲルハルト・リッター（1888年 - 1967年）歴史学者、反ナチス運動家。ギュータースローの福音主義修道会ギムナジウムで学んだ。
- ウヴェ・ローゼンベルク（1970年 - ）俳優。2006年以降ギュータースローに住んでいる。

### 訳注
1. ↑  カトリック、プロテスタントが共用するキリスト教の教会
2. ↑  Fächerrosette。半円形のロゼット文様。ドイツ北部の木組み建築の装飾に多用される。
3. ↑  ドイツ北部で見られる家屋の建築様式で、大きな入り口扉を備えた広い土間を持つ建物。Diele = 玄関フロアで、北部では特に土間を意味する。
4. ↑  Schinkenmarkt、Schinkenは「おんぼろの乗り物」を意味する
5. ↑  木製の車輪に枯れ草などを詰め、火を付けて斜面を転がす行事
6. ↑  地税Aは農林業用地にかかる税、地税Bはその他の民間用地にかかる税である。ドイツの地税および営業税の税率は全国共通の基本税率に地方自治体が定める賦課率を掛けた値となる。土地税の基本税率は用途によって異なり、土地税Aは 0.6 %、土地税Bは0.26 - 0.35%である。営業税の基本税率は 3.5 % である。たとえば、本市の営業税は 3.5 × 4.11 = 14.385 % となる。（出典　JETRO: ドイツ - 税制（2016年6月17日 閲覧）および株式会社エヌ・アール・ダブリュー ジャパン: NRW州投資ガイド - 税制 - 不動産税（2016年6月17日 閲覧））
7. ↑  バスや総重量 3.5 t 以上の車両が総通行量に占める割合
8. ↑  ベルリナー広場の南側は百貨店カールシュタットに面しているが、この店はかつてヘルティーという百貨店グループの店舗であった。ヘルティー・グループがカールシュタット・グループに買収され、この店もカールシュタットの店舗となった。
9. ↑  ドイツ語の Wunderbaum にはトウゴマの意味があるが、超自然伝説を扱うここでは直訳の「不思議な木」とした。